# 愛媛県の灯台一覧
愛媛県の灯台一覧（えひめけんのとうだいいちらん）は、愛媛県にある灯台、灯標、照射灯及び灯浮標などをまとめた一覧である。

## 灯台

### 瀬戸内海東部
- 高井神島灯台 愛媛県越智郡上島町（高井神島）
- 百貫島灯台 愛媛県越智郡上島町（百貫島）
- 大下島灯台 愛媛県今治市（大下島タケノコノ鼻）
- アゴノ鼻灯台 愛媛県今治市（大下島）
- 鶏小島灯台 愛媛県今治市（鶏小島）
- 下小丸子島灯台 愛媛県今治市（下小丸子島）
- カヤトマリ鼻灯台 愛媛県今治市（大島）
- 新居浜港垣生埼灯台 愛媛県新居浜市　通称：弁天灯台

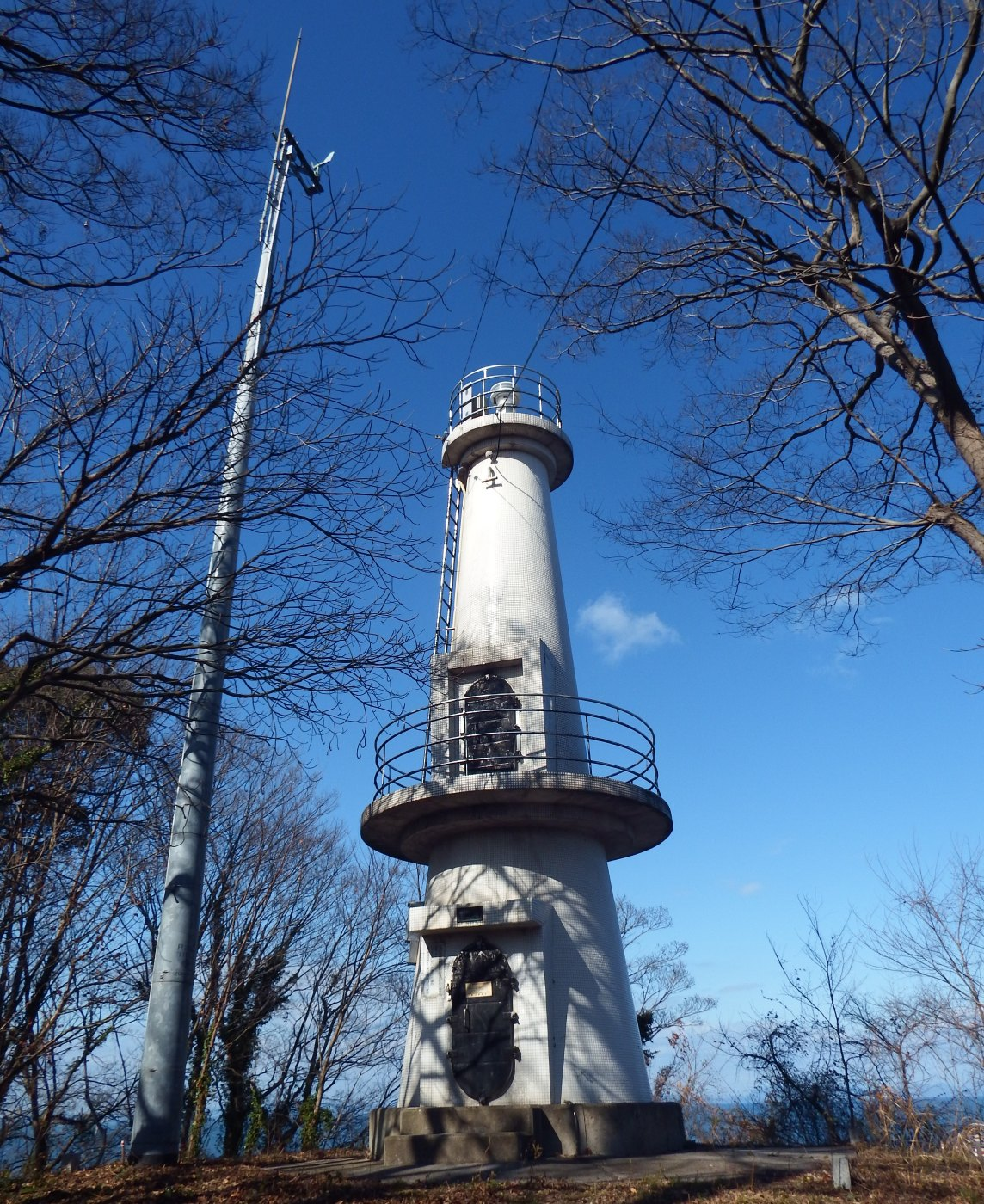
新居浜港垣生埼灯台

- 比岐島灯台 愛媛県今治市（比岐島）

### 瀬戸内海西部

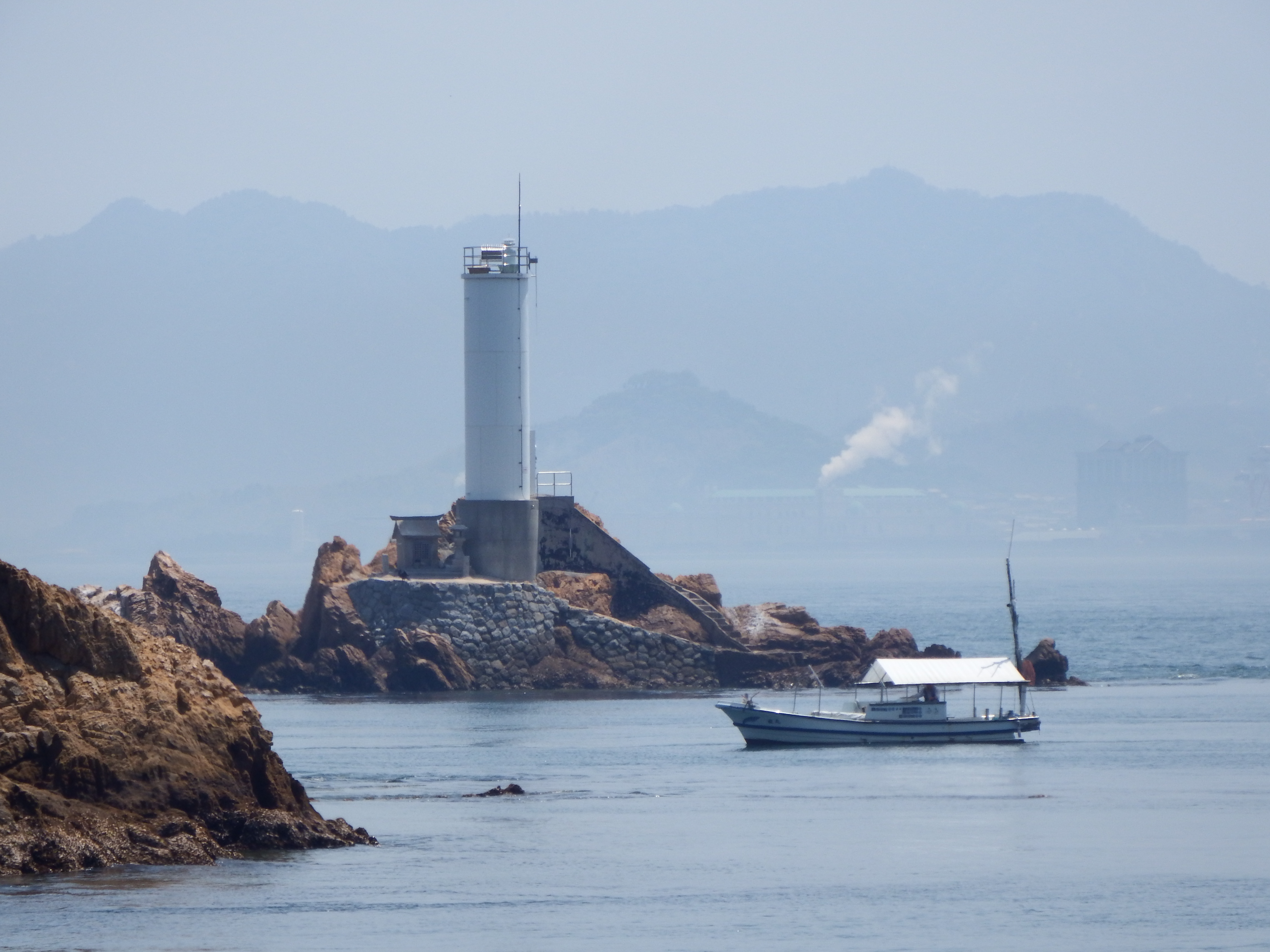
竜神島灯台 愛媛県今治市（竜神島）
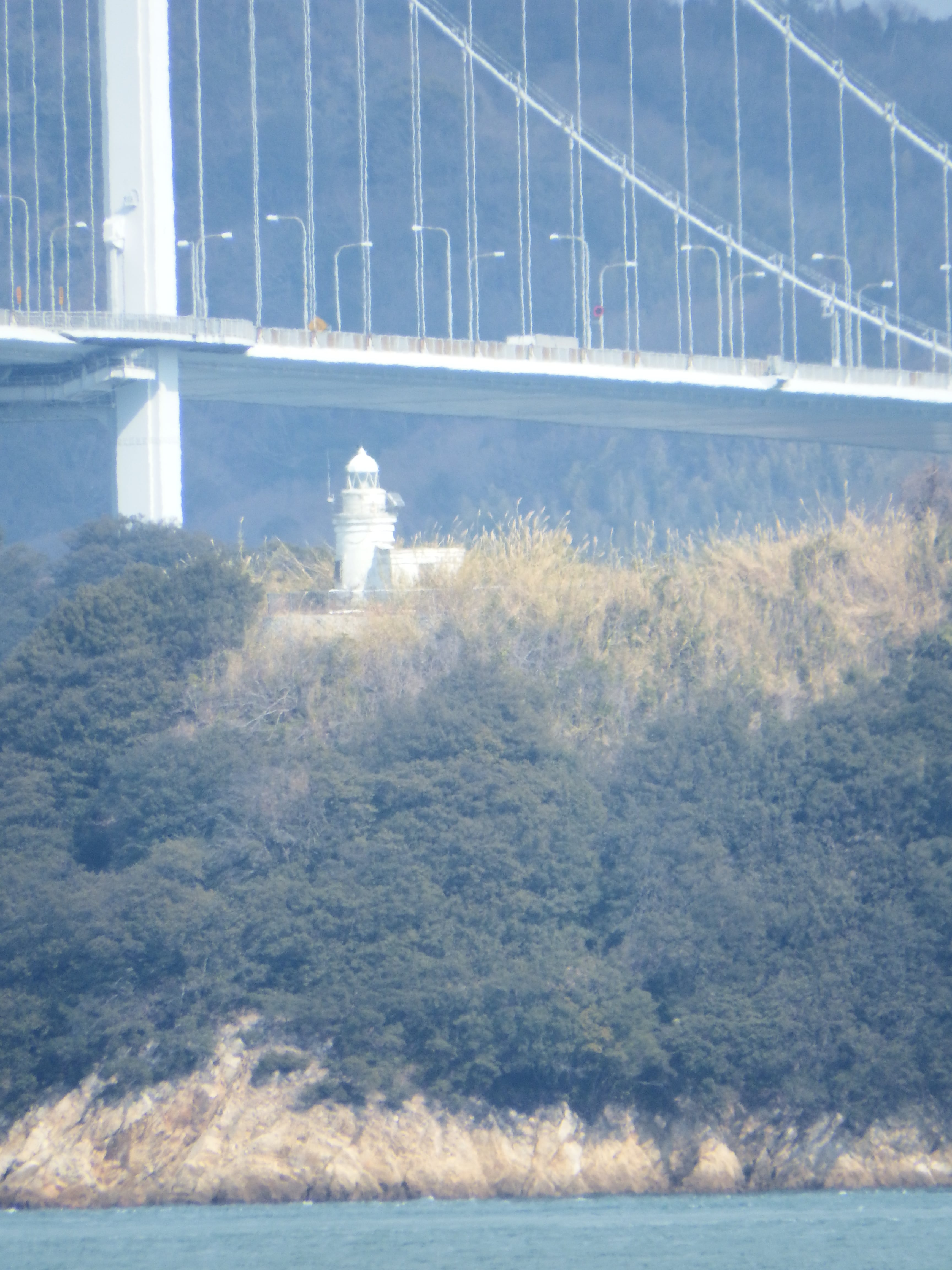
中渡島灯台 愛媛県今治市（中渡島）
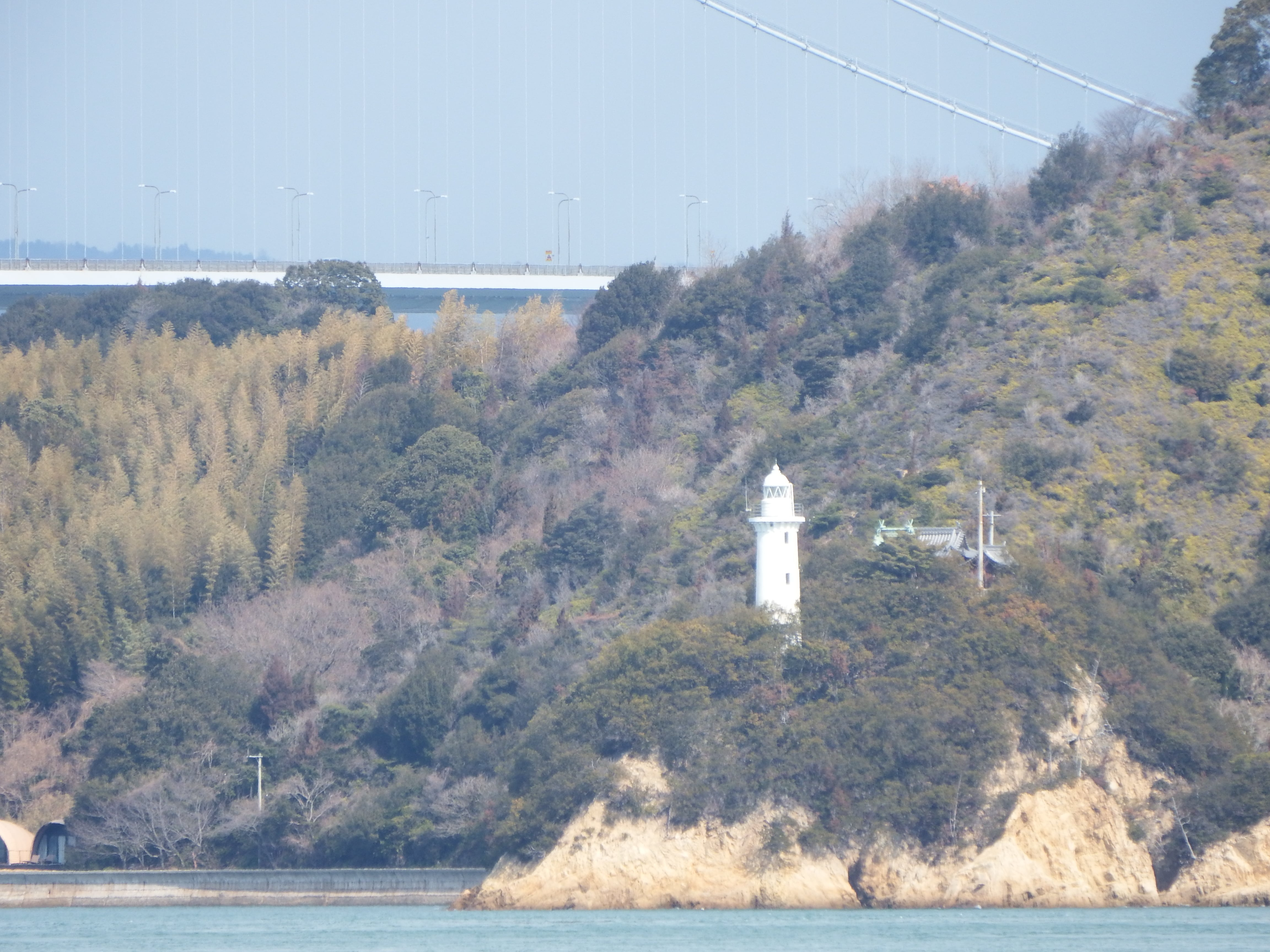
ウズ鼻灯台 愛媛県今治市（馬島渦ノ鼻）（渦ノ鼻灯台）
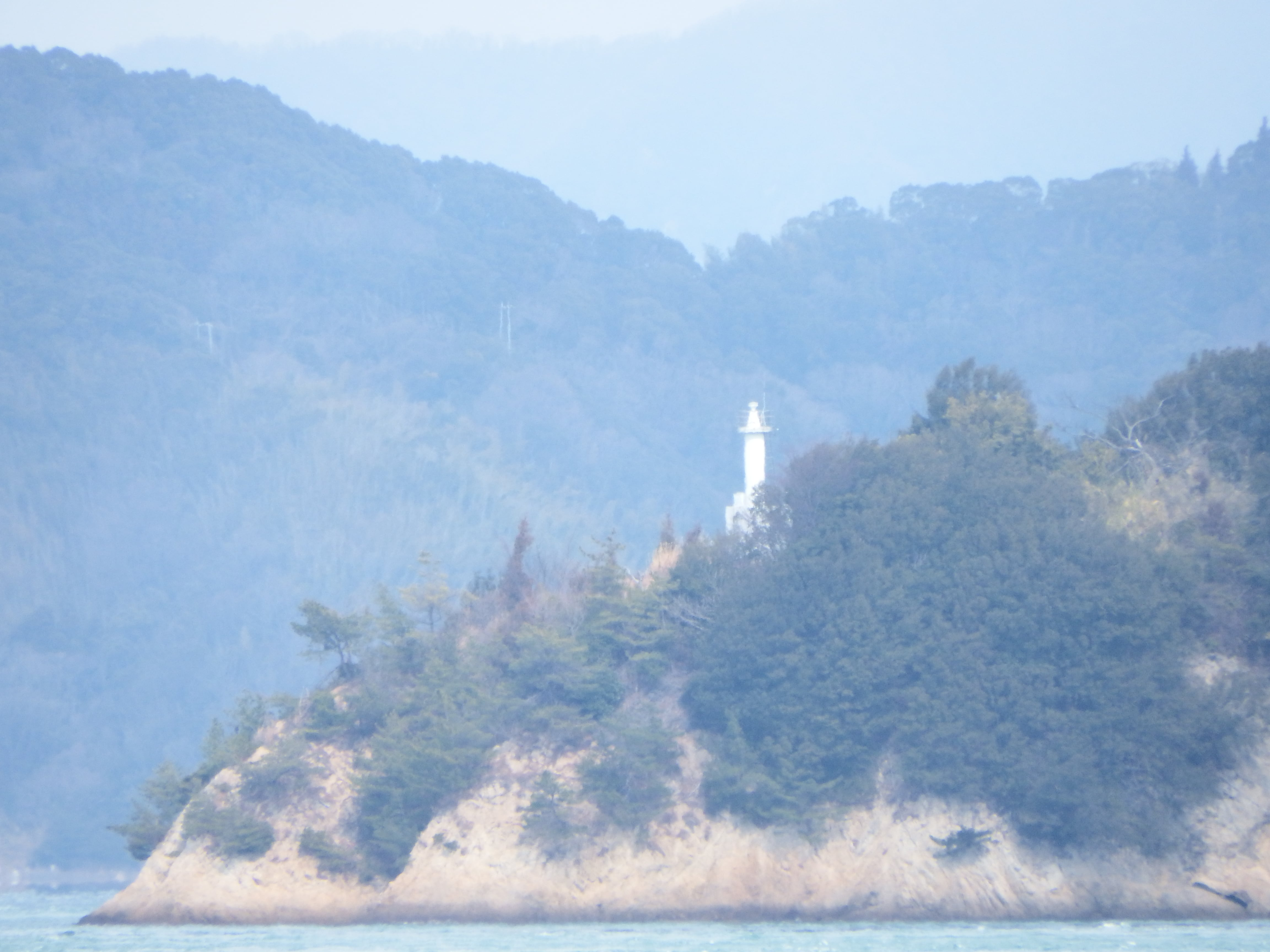
小浦埼灯台 愛媛県今治市（馬島）
- 来島洲ノ埼灯台 愛媛県今治市（馬島）
- ナガセ鼻灯台 愛媛県今治市（馬島ナガセ鼻）
- 来島梶取鼻灯台 愛媛県今治市
- 野忽那島灯台 愛媛県松山市（野忽那島牛ケ口埼）
- 波妻ノ鼻灯台 愛媛県松山市
- 北条港灯台 愛媛県松山市：2018年8月10日廃止
- 頭埼灯台 愛媛県松山市（興居島）
- 安居島灯台 愛媛県松山市（安居島）
- 歌埼灯台 愛媛県松山市（中島）
- 釣島灯台 愛媛県松山市（釣島北角付近）
- 小市島灯台 愛媛県松山市（小市島）
- 由利島灯台 愛媛県松山市（由利島）
- 伊予青島灯台 愛媛県大洲市（青島）
- 風切鼻灯台 愛媛県松山市（怒和島）
- クダコ島灯台 愛媛県松山市（クダコ島）
- 部屋ノ鼻灯台 愛媛県松山市（中島）
- 襖鼻灯台 愛媛県西宇和郡伊方町
- 見舞埼灯台 愛媛県西宇和郡伊方町
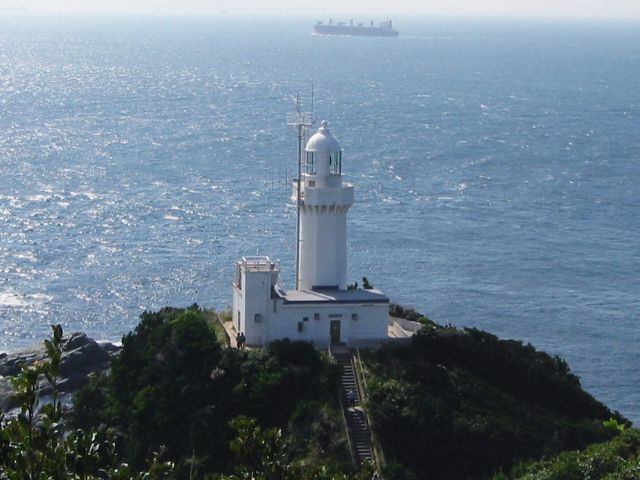
佐田岬灯台 愛媛県西宇和郡伊方町

- 竜神島灯台
- 中渡島灯台
- ウズ鼻灯台（馬島）
- 小浦埼灯台（馬島）
- 佐田岬灯台

### 四国南岸
- 伊予深浦港荷碆鼻灯台 愛媛県南宇和郡愛南町

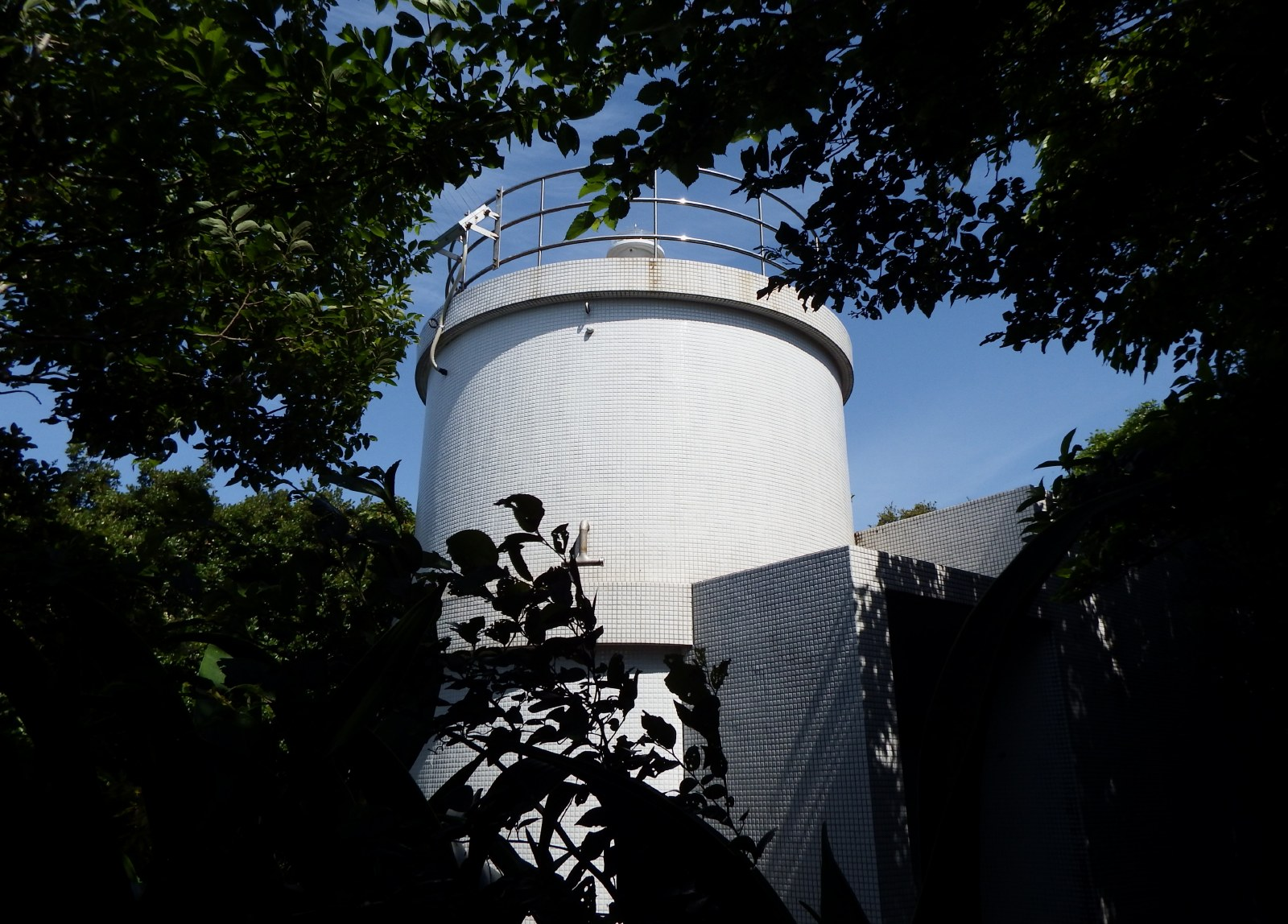
高茂埼灯台

- 天嶬鼻灯台 愛媛県南宇和郡愛南町
- 高茂埼灯台 愛媛県南宇和郡愛南町

### 豊後水道
- 伊予鹿島灯台 愛媛県南宇和郡愛南町（鹿島）
- マブネ灯台 愛媛県南宇和郡愛南町
- 小貝碆灯台 愛媛県南宇和郡愛南町（小貝碆）
- 塩子島黒碆灯台 愛媛県南宇和郡愛南町（黒碆）

- 由良岬灯台 愛媛県南宇和郡愛南町
- 須下埼灯台 愛媛県宇和島市
- 伊予竹ケ島灯台 愛媛県宇和島市（竹ケ島）
- 庄ノ島灯台 愛媛県宇和島市（庄ノ島）
- 能登埼灯台 愛媛県宇和島市
- 日振島灯台 愛媛県宇和島市（日振島）
- 宇和嘉島灯台 愛媛県宇和島市（嘉島）
- 大小島灯台 愛媛県宇和島市（大小島）

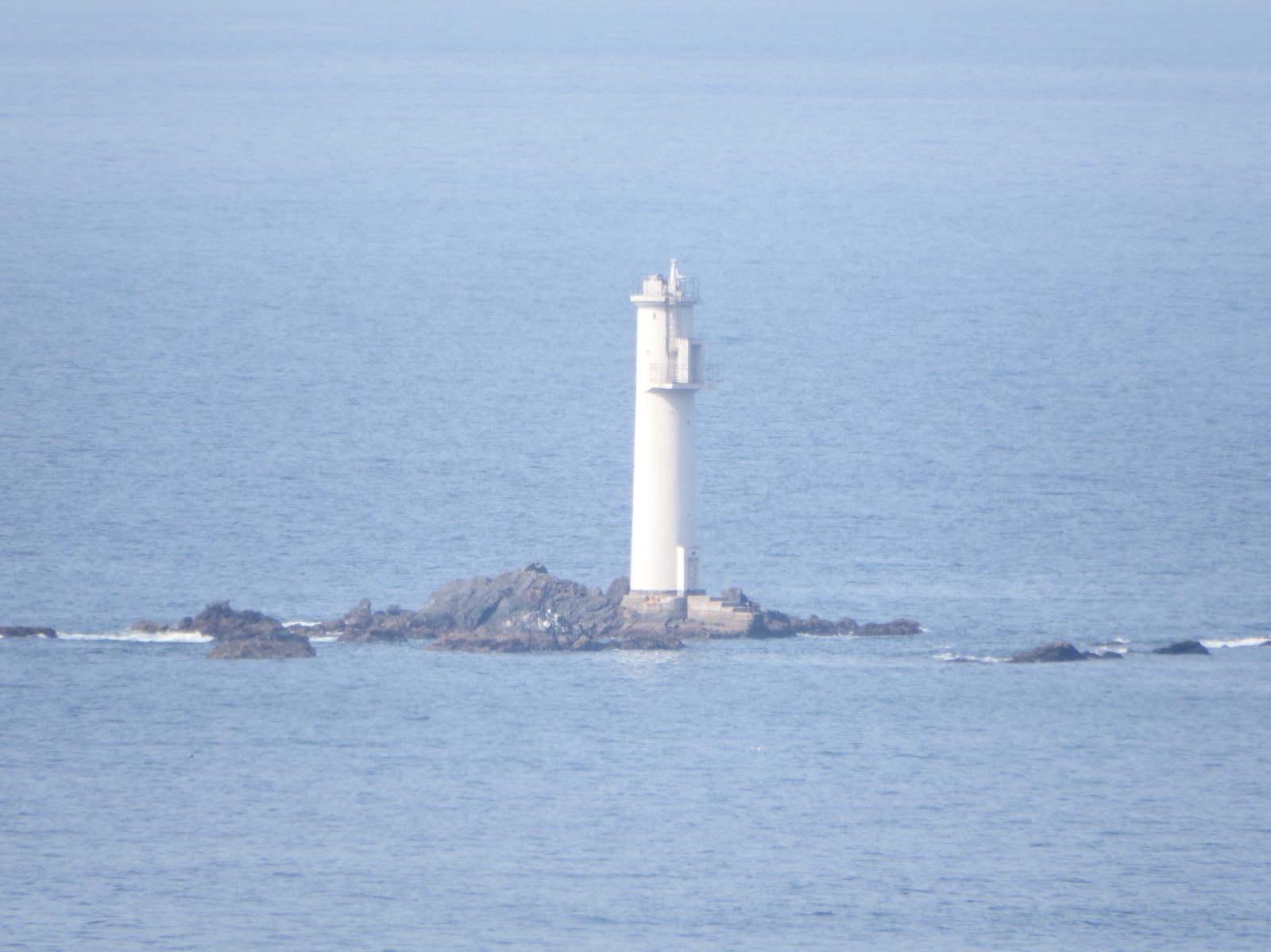
塩子島黒碆灯台

- 細木運河北口灯台 愛媛県宇和島市（細木運河北口）
- 堂埼灯台 愛媛県宇和島市
- 引出鼻灯台 愛媛県宇和島市
- 大良埼灯台 愛媛県宇和島市（小島）
- 山下灯台 愛媛県宇和島市（大良島北端）
- 伊予水越島灯台 愛媛県西予市（水越島）
- 大崎鼻灯台 愛媛県西予市
- 三瓶高島灯台 愛媛県西予市（高島の北西端）
- 伊予小島灯台 愛媛県八幡浜市（貝付小島）
- 佐島灯台 愛媛県八幡浜市（佐島）
- 室ノ鼻灯台 愛媛県西宇和郡伊方町
- 女子鼻灯台 愛媛県西宇和郡伊方町

## 防波堤灯台
この項だけは分かる限り港湾区域も頭に表示する

### 瀬戸内海東部
- 上浦港須鼻防波堤灯台 愛媛県今治市
- 小漕港小漕西防波堤灯台 愛媛県越智郡上島町（小漕港小漕西防波堤外端）
- 岩城港浜防波堤灯台 愛媛県越智郡上島町（岩城港浜防波堤外端）
- 長江港長江北防波堤灯台 愛媛県越智郡上島町（長江港長江北防波堤外端）
- 生名港沖防波堤北灯台 愛媛県越智郡上島町（生名港沖防波堤北端）
- 弓削港一文字防波堤南灯台 愛媛県越智郡上島町（弓削港一文字防波堤南端）
- 伊予北浦港北浦防波堤北灯台 愛媛県今治市（北浦港北浦防波堤北端）
- 伯方港一文字防波堤北灯台 愛媛県伯方港（一文字防波堤北端）
- 伯方港東防波堤灯台 愛媛県伯方港（東防波堤外端）
- 宮窪港東防波堤灯台 愛媛県今治市（宮窪港東防波堤外端）
- 有津港矢崎防波堤灯台 愛媛県今治市（有津港矢崎防波堤外端）
- 枝越港新北防波堤灯台 愛媛県今治市（枝越港新北防波堤外端）
- 吉海港津倉防波堤灯台 愛媛県吉海港（津倉防波堤外端）
- 三島川之江港川之江4号防波堤灯台 愛媛県三島川之江港（川之江4号防波堤外端）
- 三島川之江港川之江8号防波堤灯台 愛媛県三島川之江港（川之江8号防波堤北端）
- 三島川之江港金子防波堤北灯台 愛媛県三島川之江港（金子防波堤北端）
- 三島川之江港村松防波堤西灯台 愛媛県三島川之江港（村松防波堤西端）
- 寒川港防波堤灯台 愛媛県寒川港（防波堤外端）
- 新居浜大島港東防波堤灯台 愛媛県新居浜市（大島港東防波堤外端）
- 新居浜港東防波堤灯台 愛媛県新居浜港（東防波堤外端）住化の北西端
- 新居浜港西防波堤灯台 愛媛県新居浜港新居浜区（西防波堤外端）御代島（みよしま）の北東端
- 新居浜港多喜浜東防波堤灯台 愛媛県新居浜港多喜浜区（多喜浜東防波堤外端）
- 新居浜港多喜浜西防波堤灯台 愛媛県新居浜港多喜浜区（多喜浜西防波堤外端）
- 新居浜港沢津沖防波堤西灯台 愛媛県新居浜港新居浜区（沢津沖防波堤西端）
- 壬生川港壬生川東防波堤灯台 愛媛県壬生川港（東予港）（壬生川東防波堤外端）
- 壬生川港壬生川西防波堤灯台 愛媛県壬生川港（壬生川西防波堤外端）

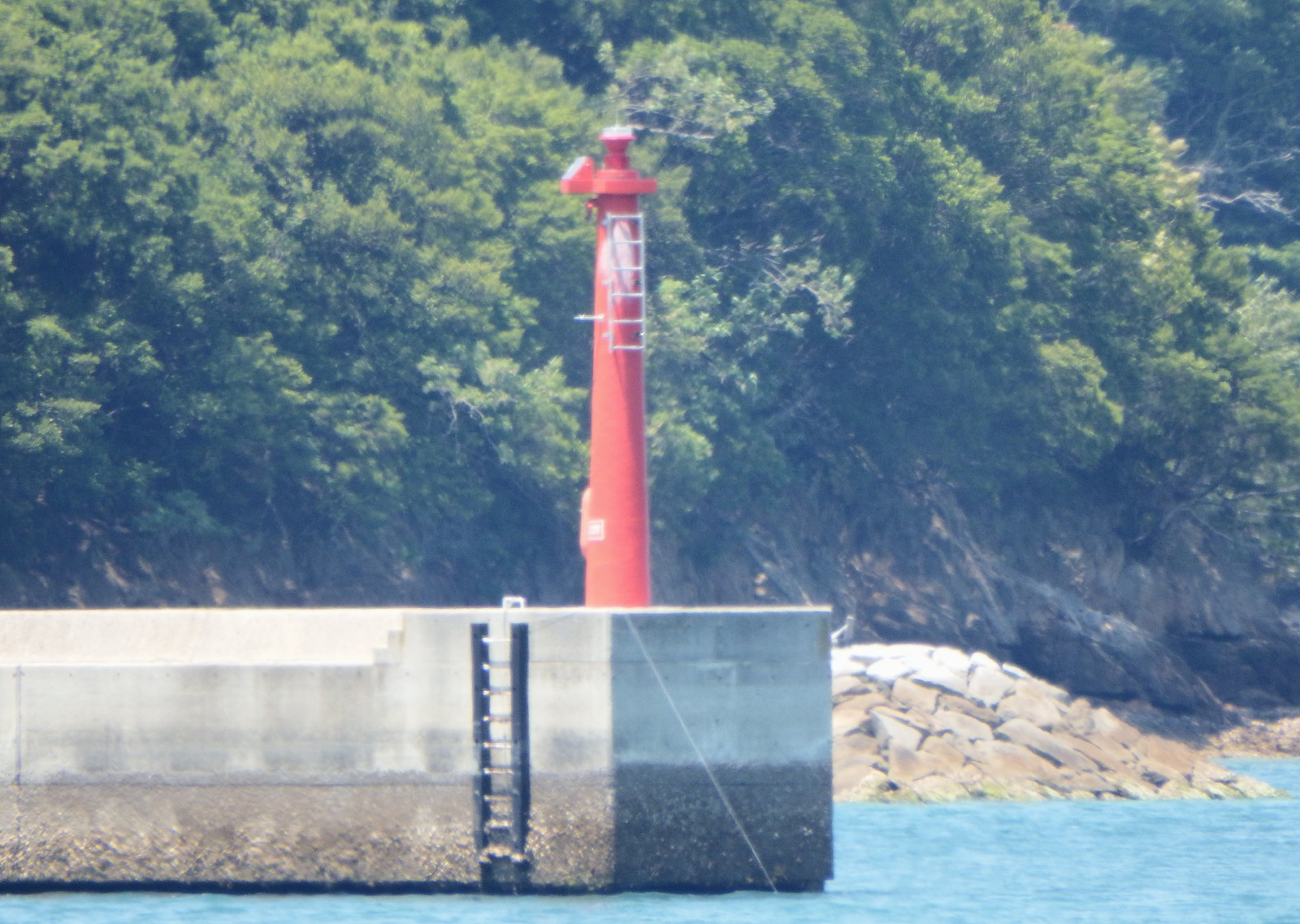
吉海港津倉防波堤灯台
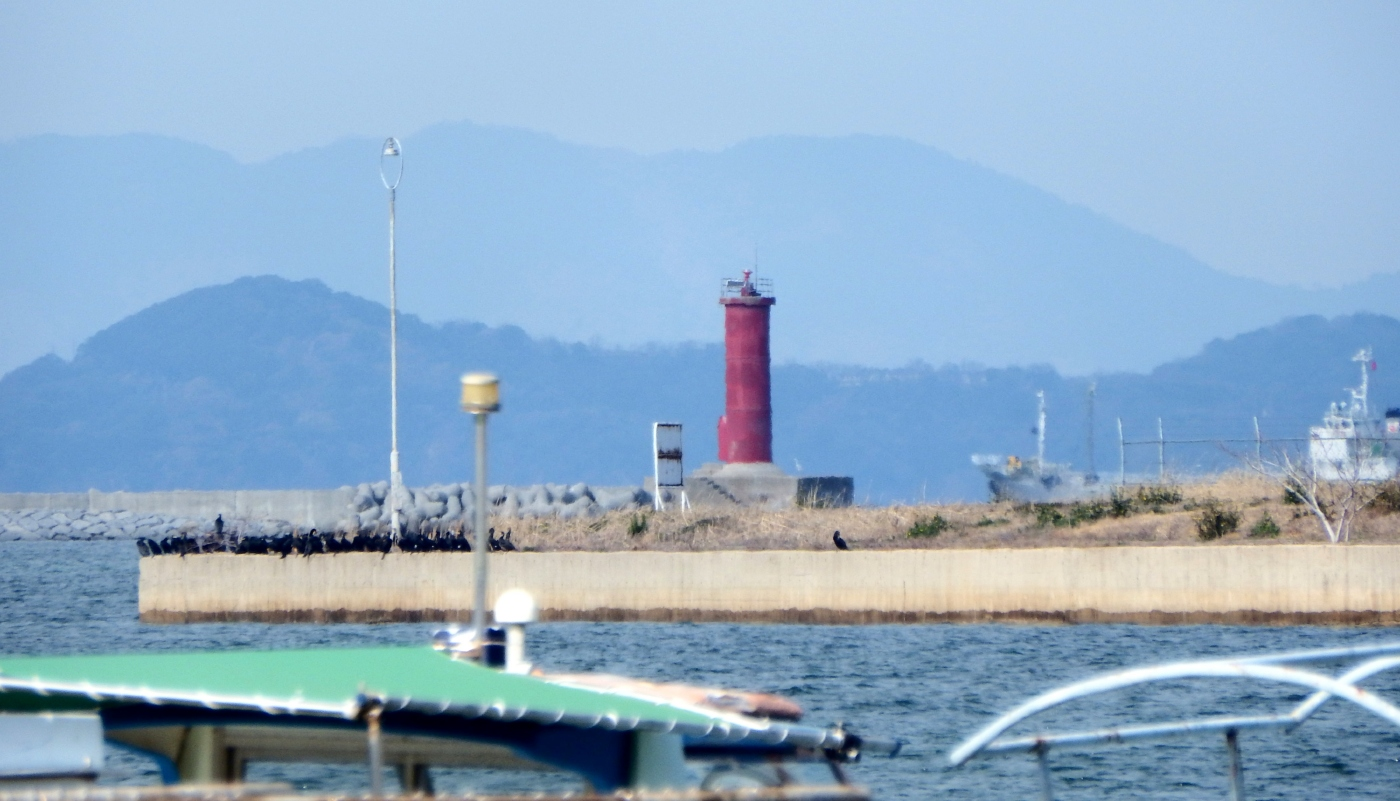
新居浜港西防波堤灯台
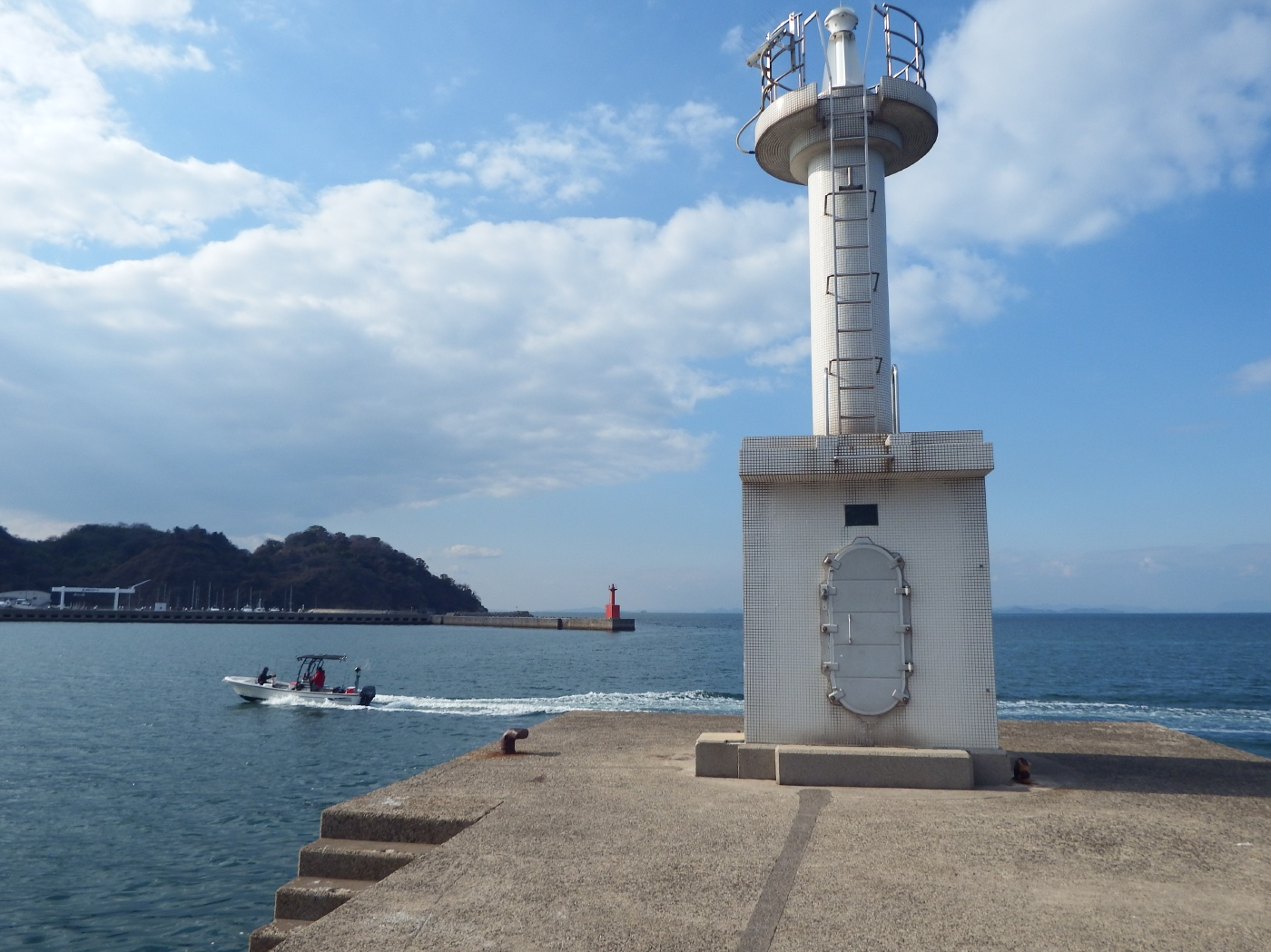
新居浜港多喜浜西＆東防波堤灯台
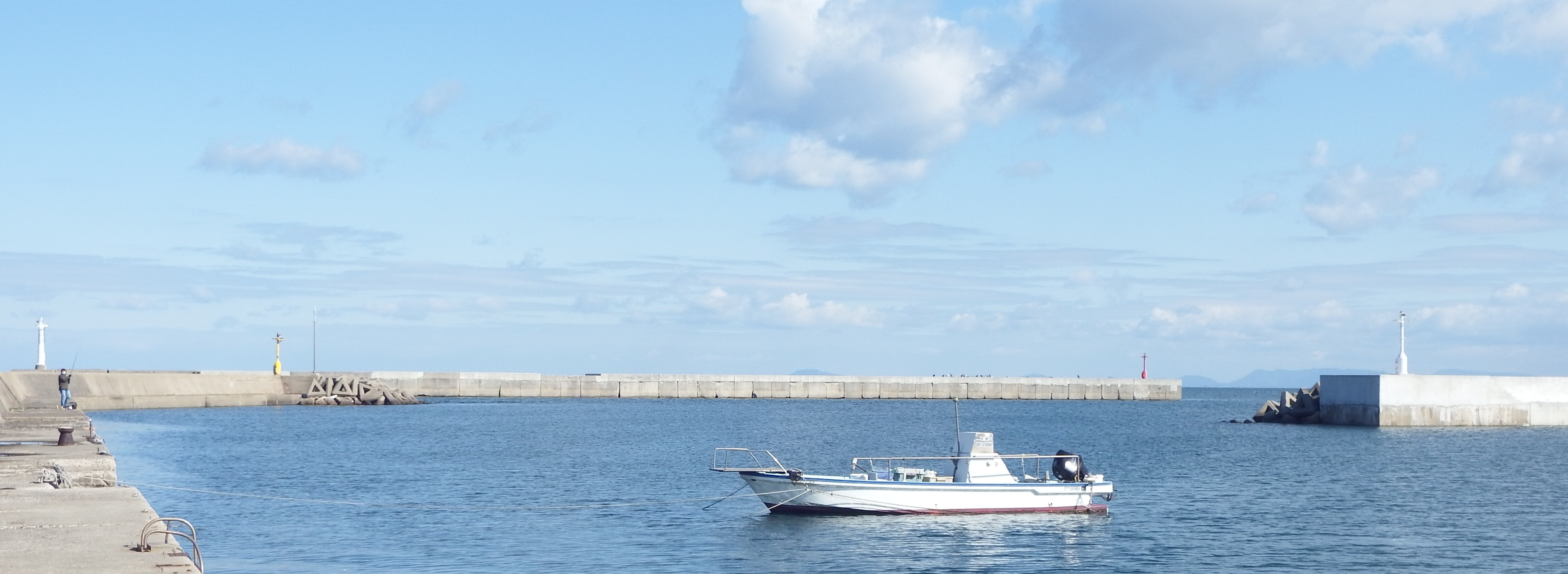
新居浜港沢津沖防波堤西灯台（左端の白）
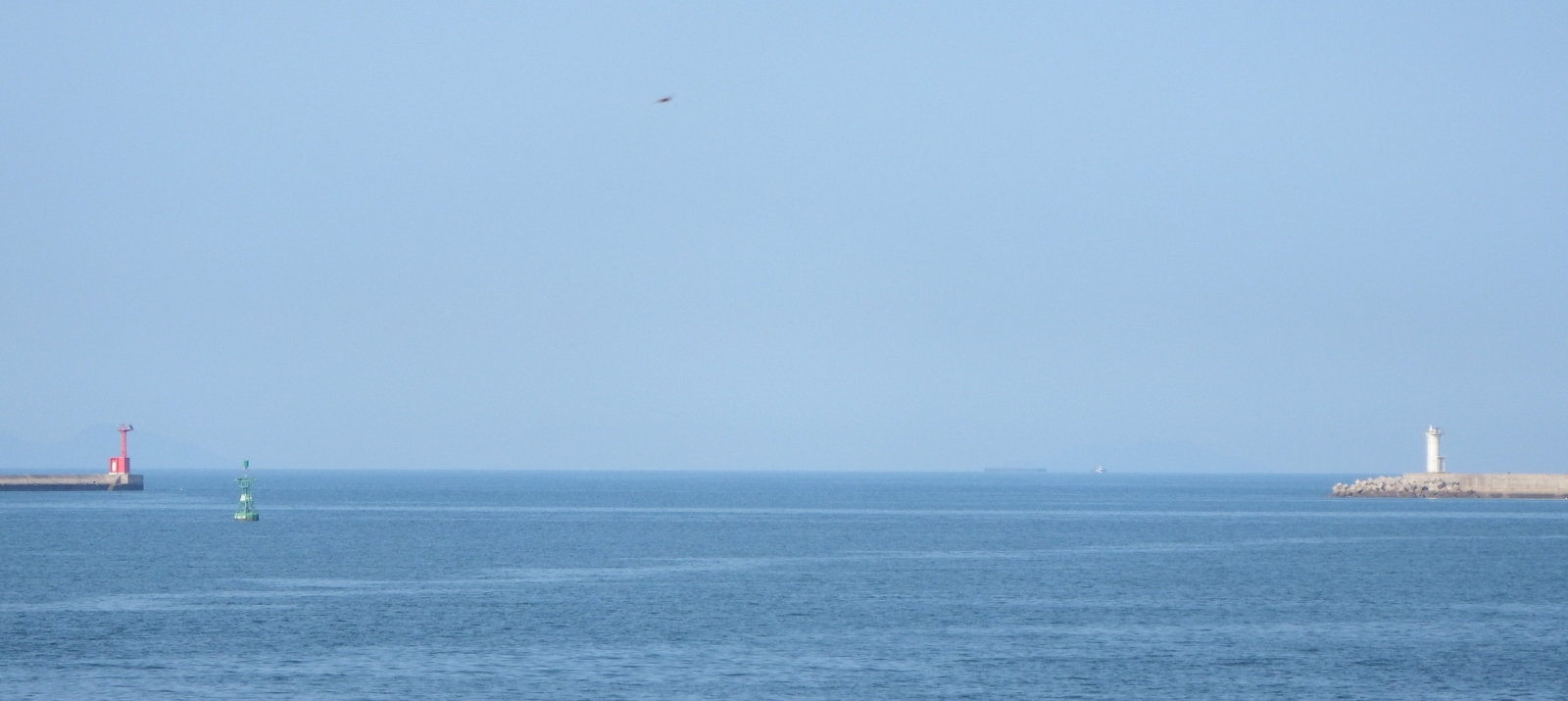
壬生川港壬生川西&東防波堤灯台
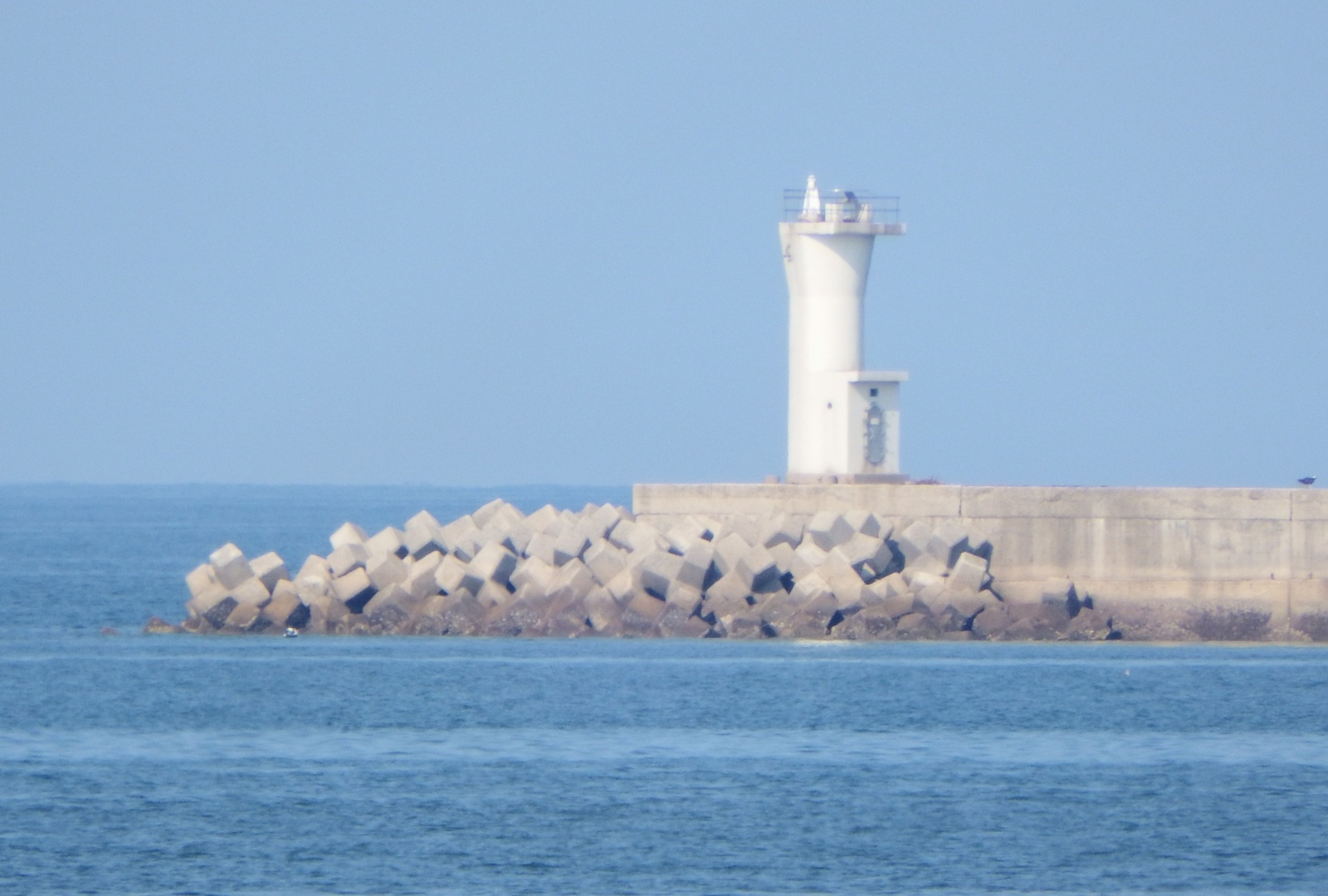
壬生川港壬生川東防波堤灯台

### 瀬戸内海西部
- 今治港東防波堤灯台 愛媛県今治港（東防波堤外端）
- 今治港美保町第1防波堤灯台 愛媛県今治港第2区（美保町第1防波堤外端）
- 今治港蔵敷防波堤灯台 愛媛県今治港（蔵敷防波堤外端）
- 波方港東防波堤灯台 愛媛県今治市（波方港東防波堤外端）
- 野忽那港北防波堤灯台 愛媛県松山市（野忽那港北防波堤外端）
- 伊予中島港南防波堤灯台 愛媛県松山市（中島港南防波堤外端）
- 菊間港防波堤灯台 愛媛県菊間港（防波堤外端）

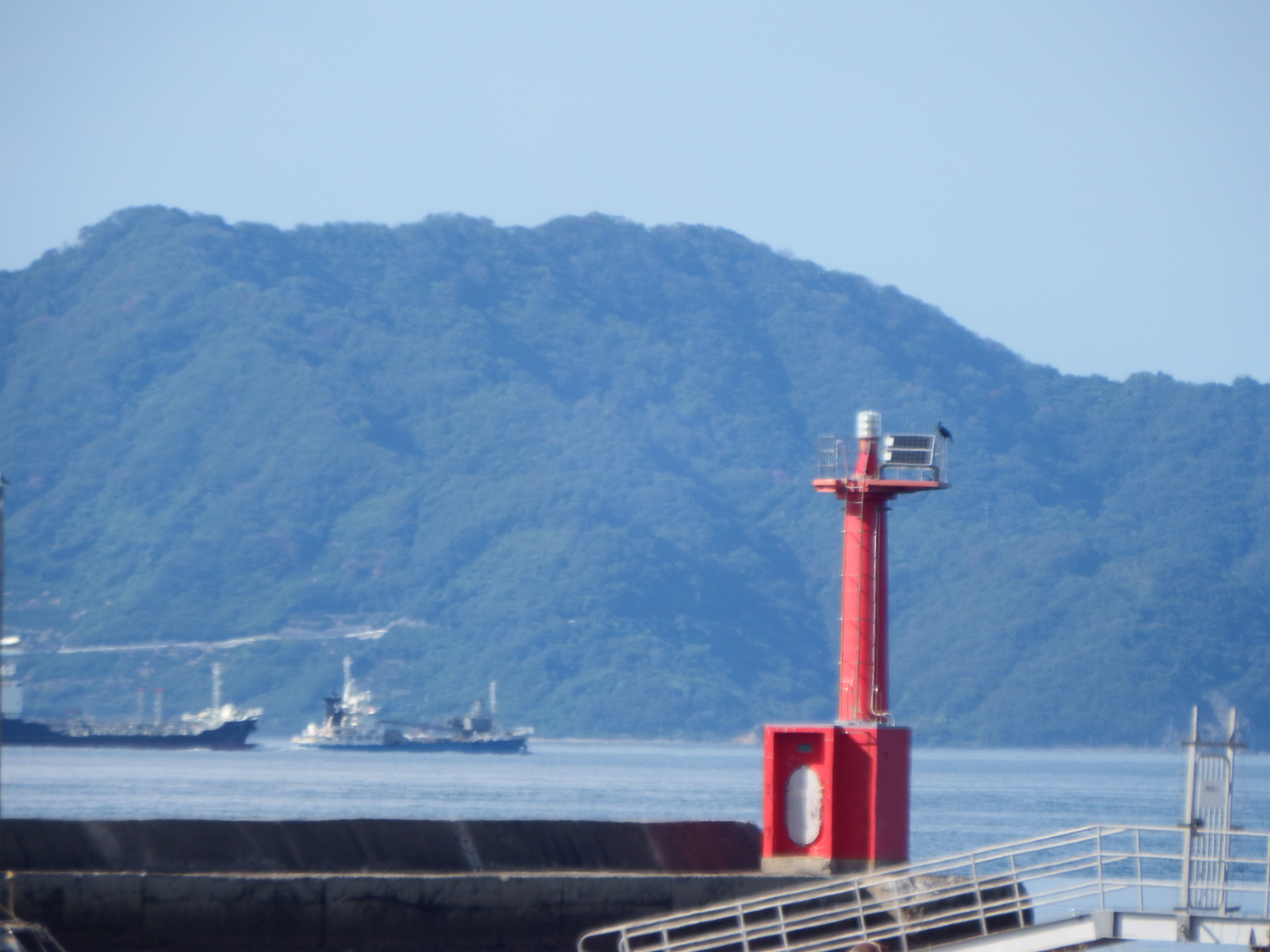
菊間港防波堤灯台

- 北条港鹿島神洗防波堤灯台 愛媛県北条港（鹿島神洗防波堤外端）

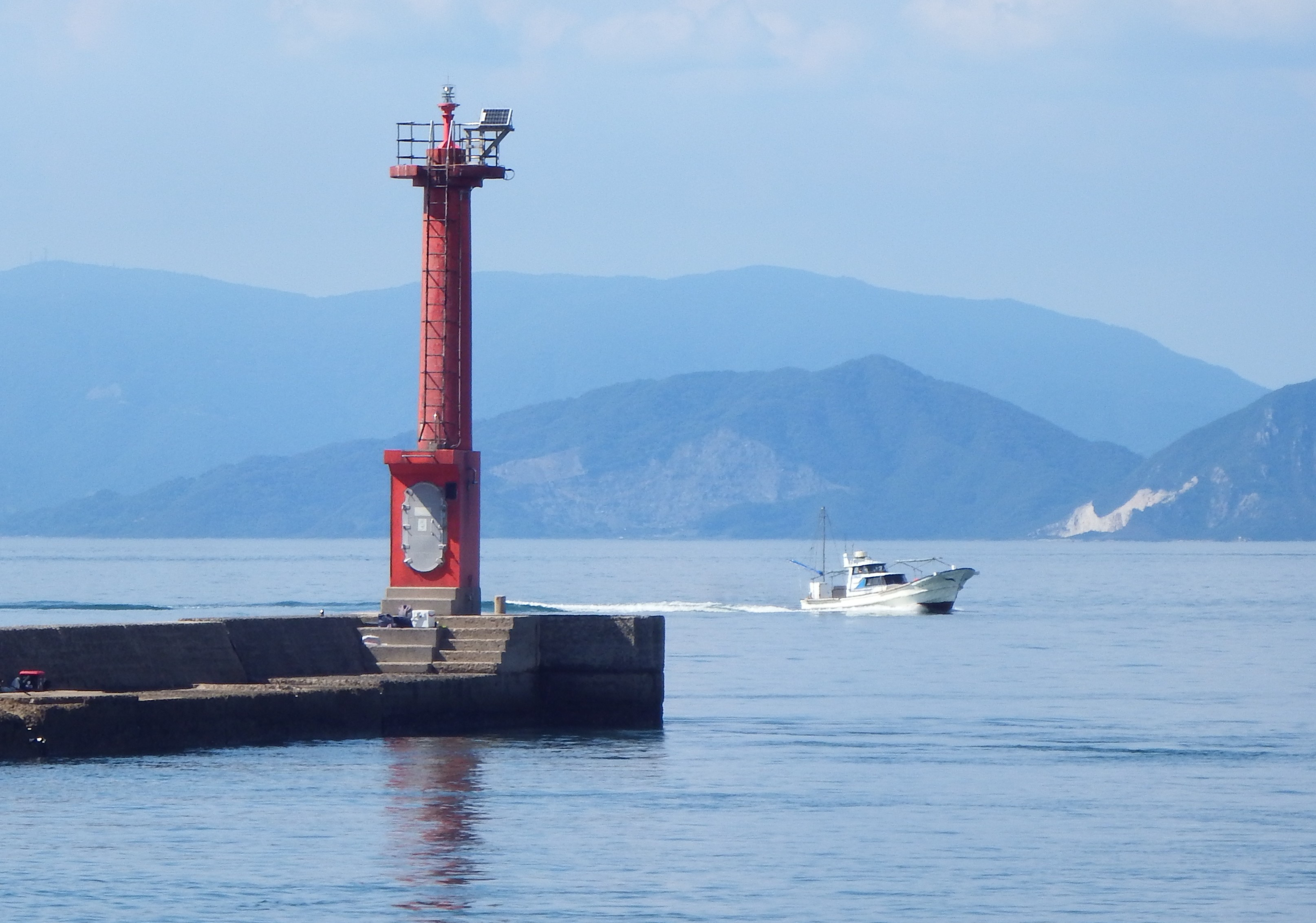
北条港鹿島神洗防波堤灯台

- 柳原港北防波堤灯台 愛媛県松山市（柳原港北防波堤外端）
- 堀江港一文字防波堤西灯台 愛媛県松山港（堀江港一文字防波堤西端）
- 岡村港西C防波堤灯台 愛媛県今治市（岡村港西C防波堤外端）
- 西中港A防波堤灯台 愛媛県松山市（西中港A防波堤外端）
- 伊予神浦港北防波堤灯台 愛媛県松山市（神浦港北防波堤外端）
- 津和地港南防波堤灯台 愛媛県松山市（津和地港南防波堤外端）
- 松山港高浜5号防波堤灯台 愛媛県松山港第1区（高浜漁港5号防波堤外端）
- 松山港外港2号防波堤北灯台 愛媛県松山港第2区（外港2号防波堤北端）
- 松山港防波堤灯台 愛媛県松山港第1区（防波堤外端）
- 松山港吉田浜地区防波堤灯台 愛媛県松山港（吉田浜地区防波堤外端）
- 松山港垣生外防波堤北灯台 愛媛県松山市（松山港垣生外防波堤北端）
- 松前港西防波堤灯台 愛媛県伊予郡松前町（松前港西防波堤外端）
- 郡中港西防波堤灯台 愛媛県郡中港（西防波堤外端）
- 上灘港西防波堤灯台 愛媛県伊予市（上灘港西防波堤外端）
- 伊予豊田港西防波堤灯台 愛媛県伊予市（豊田港西防波堤外端）
- 長浜港北防波堤灯台 愛媛県長浜港（北防波堤外端）
- 長浜港東防波堤灯台 愛媛県長浜港（東防波堤外端）
- 櫛生港西防波堤灯台 愛媛県大洲市（櫛生港西防波堤外端）
- 三机港須賀防波堤灯台 愛媛県三机港（須賀防波堤外端）

### 四国南岸
- 伊予船越港船越防波堤灯台 愛媛県南宇和郡愛南町（船越港船越防波堤外端）
- 伊予福浦港福浦東防波堤北灯台 愛媛県南宇和郡愛南町（福浦港福浦東防波堤北端）

### 豊後水道
- 船越運河南口防波堤灯台 愛媛県宇和島市（船越運河南口防波堤外端）
- 船越運河北口防波堤灯台 愛媛県宇和島市（船越運河北口防波堤外端）
- 岩松港鵜刺防波堤灯台 愛媛県宇和島市（岩松港鵜刺防波堤外端）
- 本浦港小内浦防波堤灯台 愛媛県宇和島市（本浦港小内浦防波堤外端）
- 美地島第1号防波堤灯台 愛媛県宇和島市（実地島第1号防波堤外端）
- 宇和島港樺崎防波堤灯台 愛媛県宇和島港（樺崎防波堤外端）
- 宇和島港戎山防波堤灯台 愛媛県宇和島港（戎山防波堤外端）
- 三瓶二及碁石消波堤灯台 愛媛県西予市（二及碁石消波堤外端）
- 三瓶高島南防波堤灯台 愛媛県西予市（高島南防波堤外端）
- 八幡浜港長早防波堤南灯台 愛媛県八幡浜市（八幡浜港長早防波堤南端）
- 伊予三崎港三崎第1防波堤灯台 愛媛県三崎港（三崎第1防波堤外端）
- 伊予三崎港井野浦第1防波堤灯台 愛媛県三崎港
- 佐田岬港第1防波堤灯台 愛媛県西宇和郡伊方町（佐田岬港第1防波堤外端）

## 照射灯
- 上灘港西防波堤北方照射灯 愛媛県伊予市（上灘港西防波堤灯台）
- 佐田岬黄金碆照射灯 愛媛県西宇和郡伊方町（佐田岬灯台）
- 天嶬鼻白石照射灯 愛媛県南宇和郡愛南町（天嶬鼻灯台）
- 大崎鼻三叟碆照射灯 愛媛県西予市（大崎鼻灯台）

## 灯標

### 瀬戸内海東部
- 三床礁灯標 愛媛県越智郡上島町（積善山三角点の西方 約1.9キロメートル）
- 六ツ瀬灯標 愛媛県今治市
- 舟折岩灯標 松ケ崎（愛媛県今治市（鵜島））北端の東北東方 約350メートル
- 棉巻磯灯標 愛媛県吉海港 （わたまきいそ）
- 船上岩灯標 愛媛県新居浜港新居浜区（ふながみいわ）
- 海獺磯灯標 比岐島灯台（愛媛県今治市）の東北東方 約3.2キロメートル （あしかいそ）
- 燧灘沖ノ瀬灯標 竜神島灯台（愛媛県今治市）の東方 約7.2キロメートル

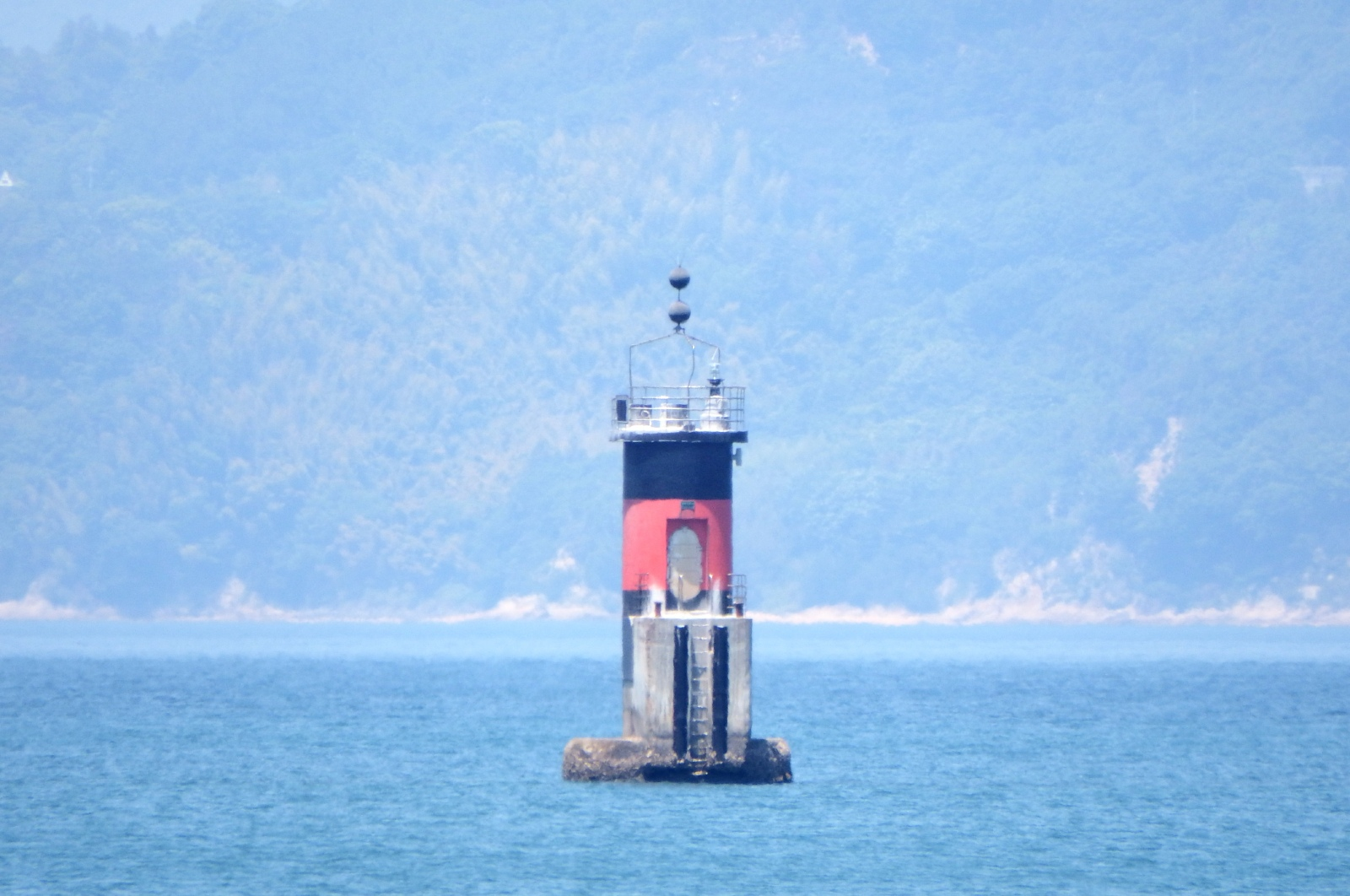
棉巻磯灯標(伊予大島吉海港）
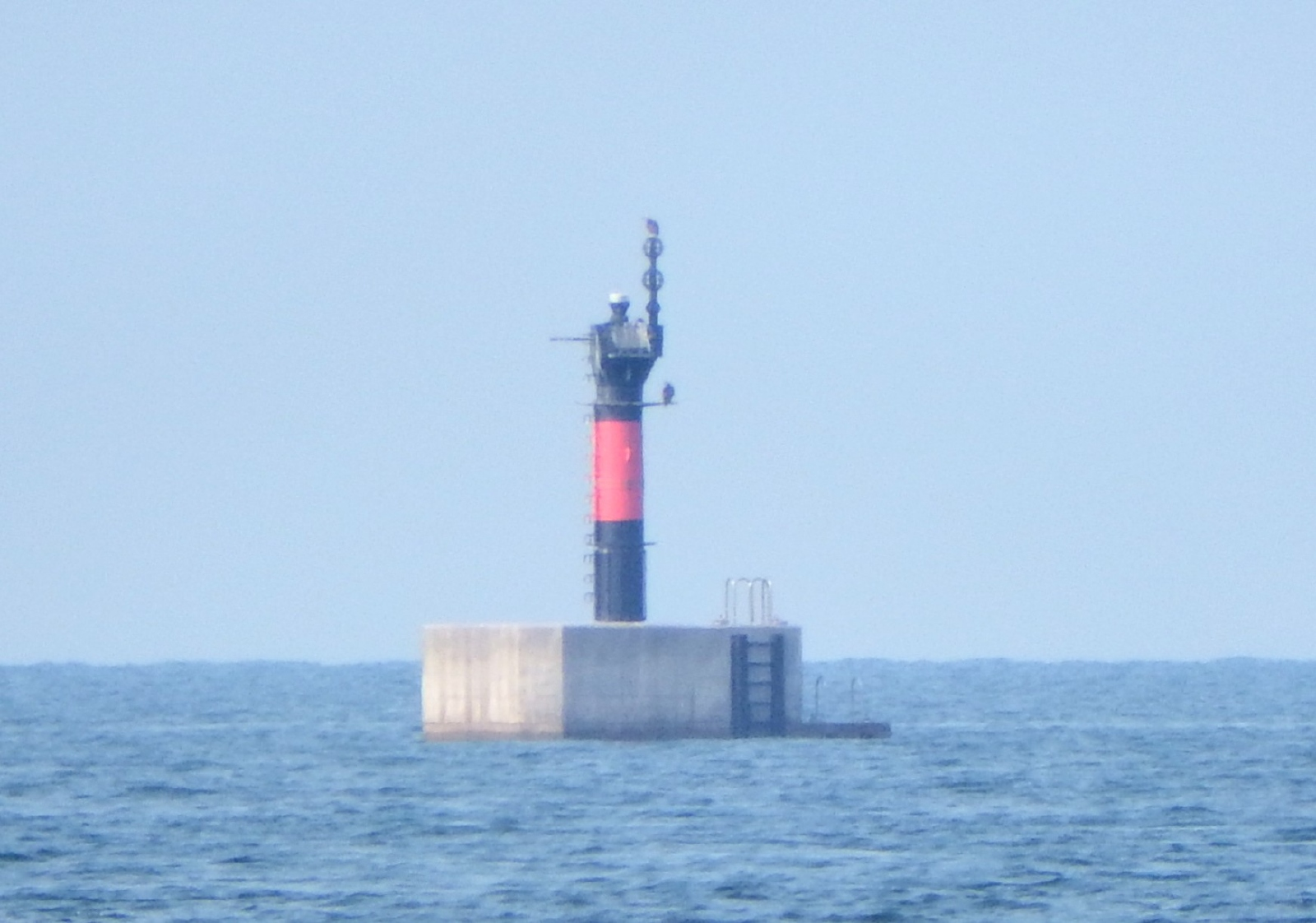
船上岩灯標

### 瀬戸内海西部
- 来島白石灯標 愛媛県今治市（白石）
- 来島海士瀬灯標 ウズ鼻灯台（愛媛県今治市）の西方 約950メートル （くるしまあませ）
- 小島東灯標 愛媛県今治市（小島東端）
- 来島中磯灯標 ビワノ首（愛媛県今治市（小島））南西端の南南西方 約120メートル
- 波方港広瀬灯標 波方港東防波堤灯台（愛媛県今治市）の北北東方 約220メートル
- 桴磯灯標 大角鼻（愛媛県今治市）の北西方 約750メートル （いかだいそ）
- 来島西浦沖灯標 大角鼻の南西方 約960メートル
- 甫埼沖灯標 甫埼（愛媛県松山市（睦月島））の東南東方 約180メートル
- 汐出磯灯標 愛媛県松山市
- フグリ岩灯標 小市島灯台（愛媛県松山市）の北北東方 約3.4キロメートル
- オコゼ岩灯標 愛媛県松山市
- 油トリ瀬灯標 津和地港南防波堤灯台（愛媛県松山市）の南南東方 約950メートル
- 松山空港沖第1号灯標 松山港吉田浜防波堤灯台（愛媛県松山市）の西方 約2.0キロメートル
- 松山空港沖第2号灯標 松山港吉田浜防波堤灯台の西南西方 約1.4キロメートル

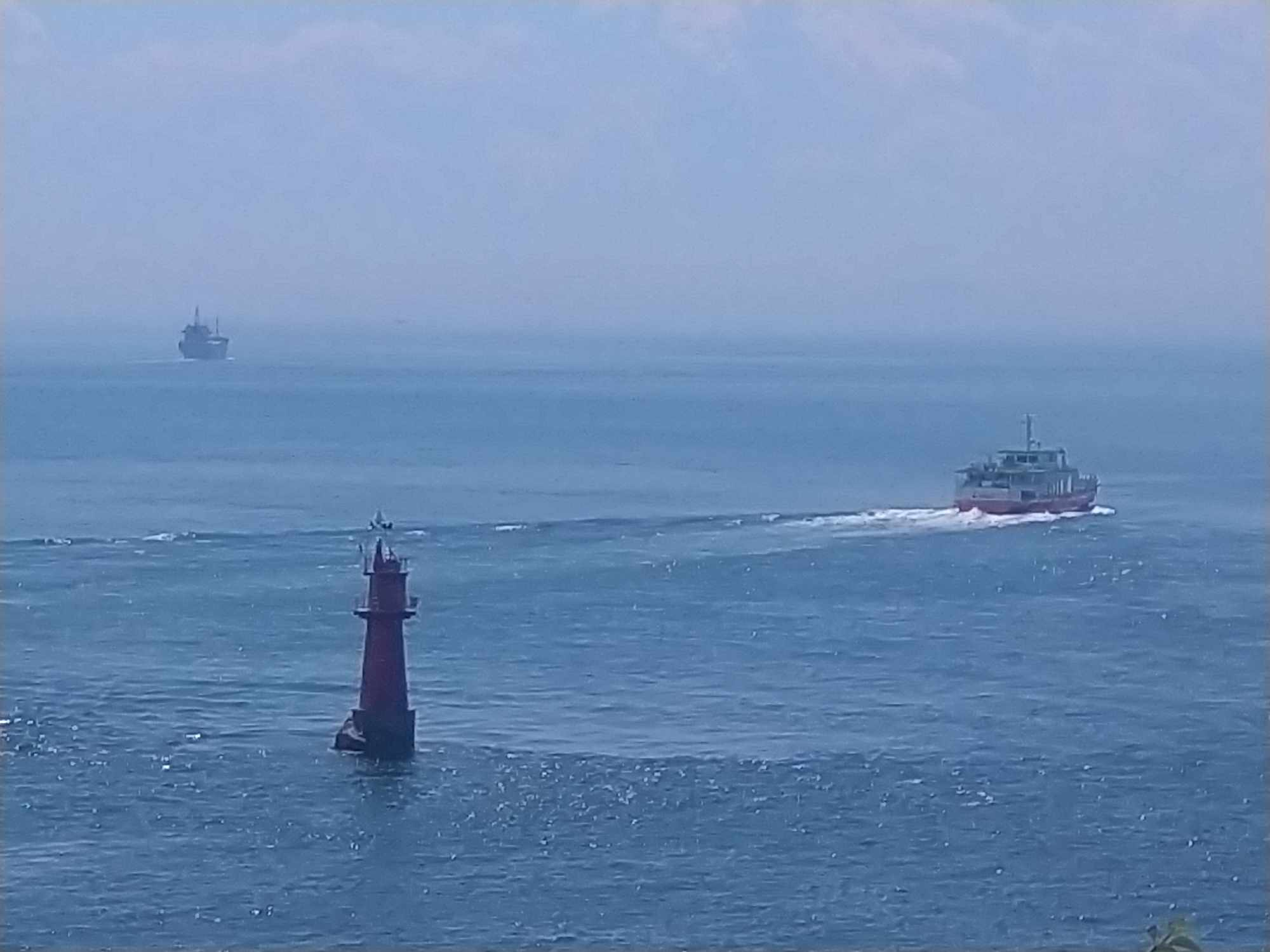
来島白石灯標
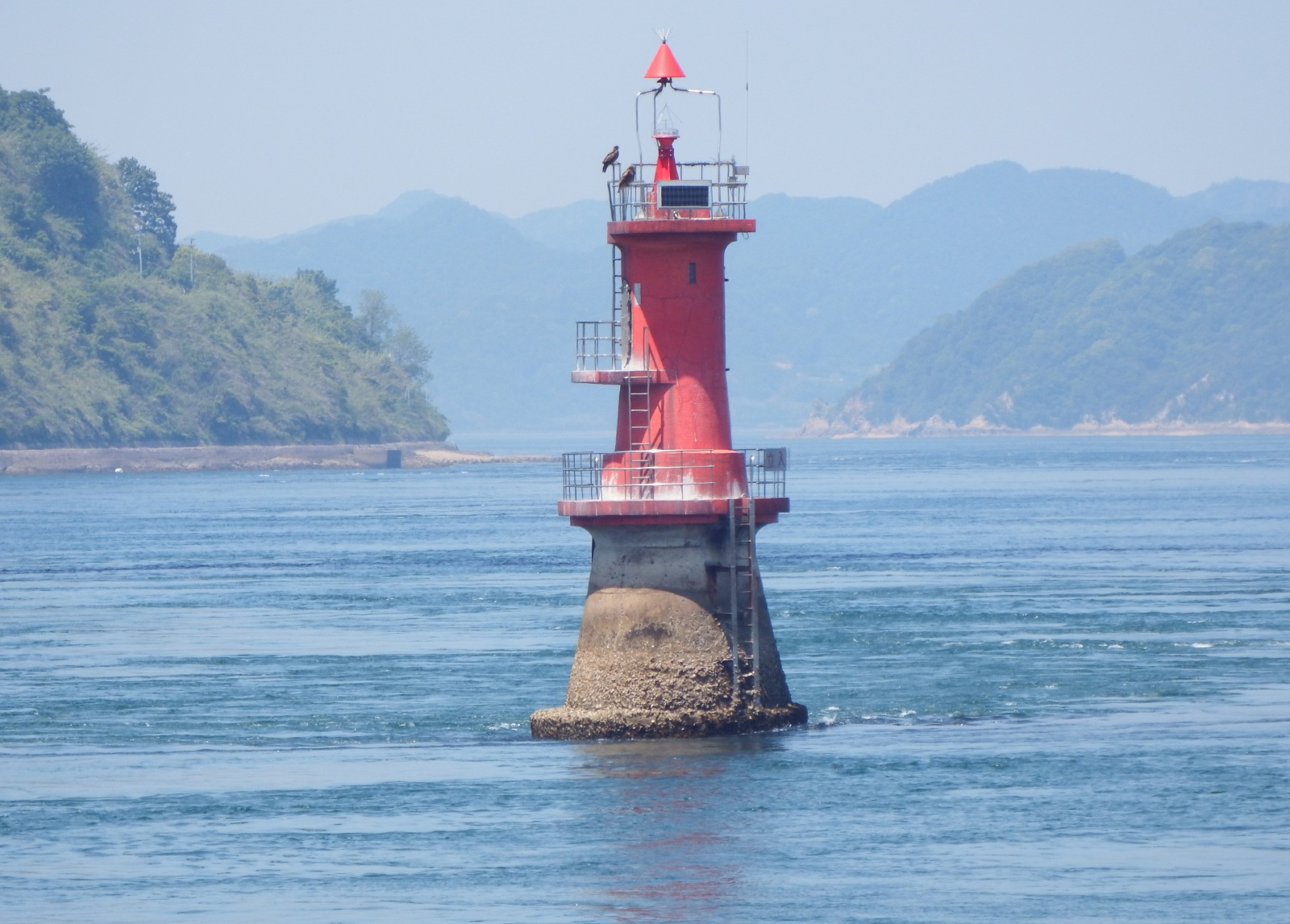
来島海士瀬灯標（来島マリーナ沖）
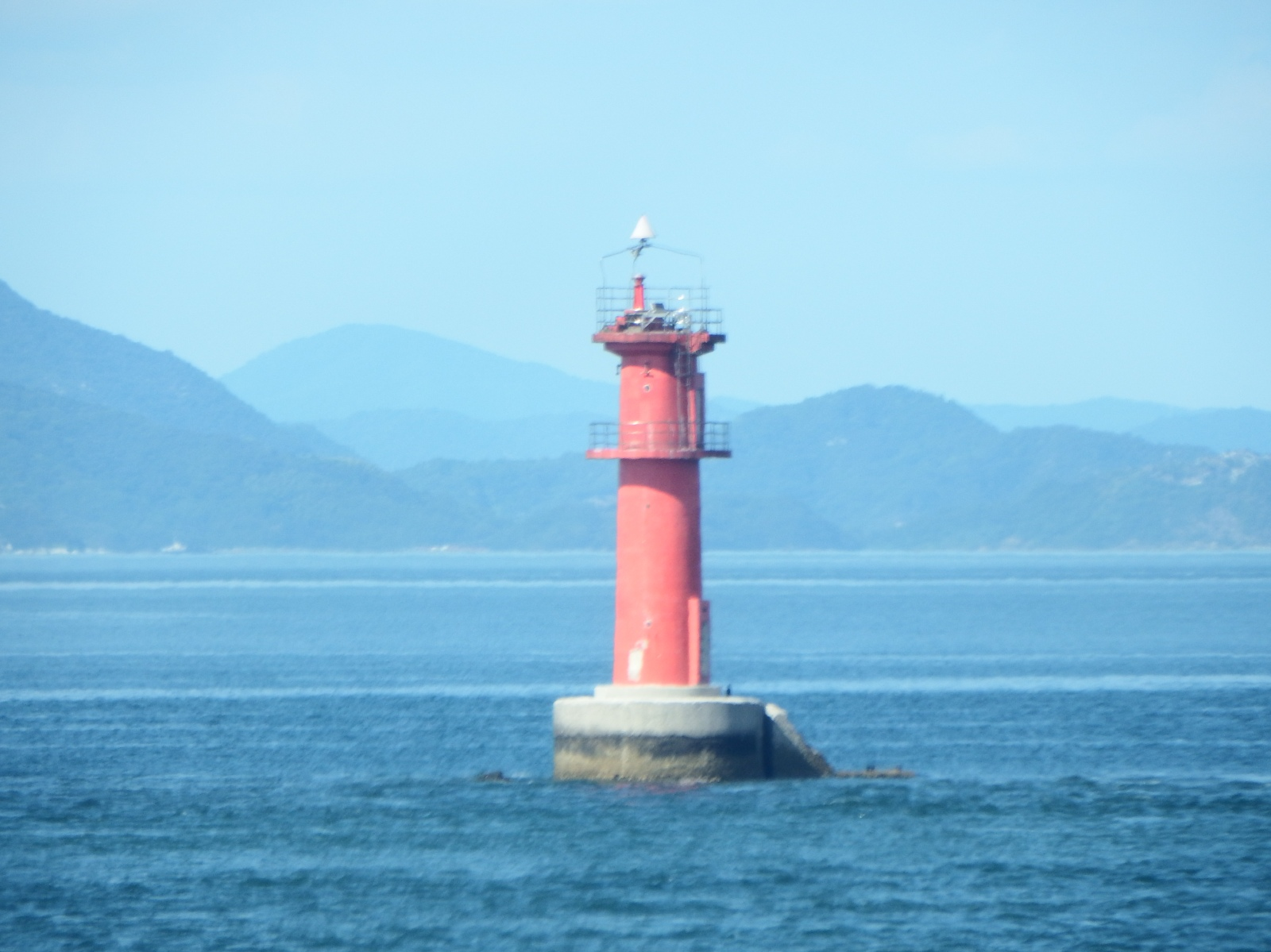
汐出磯灯標
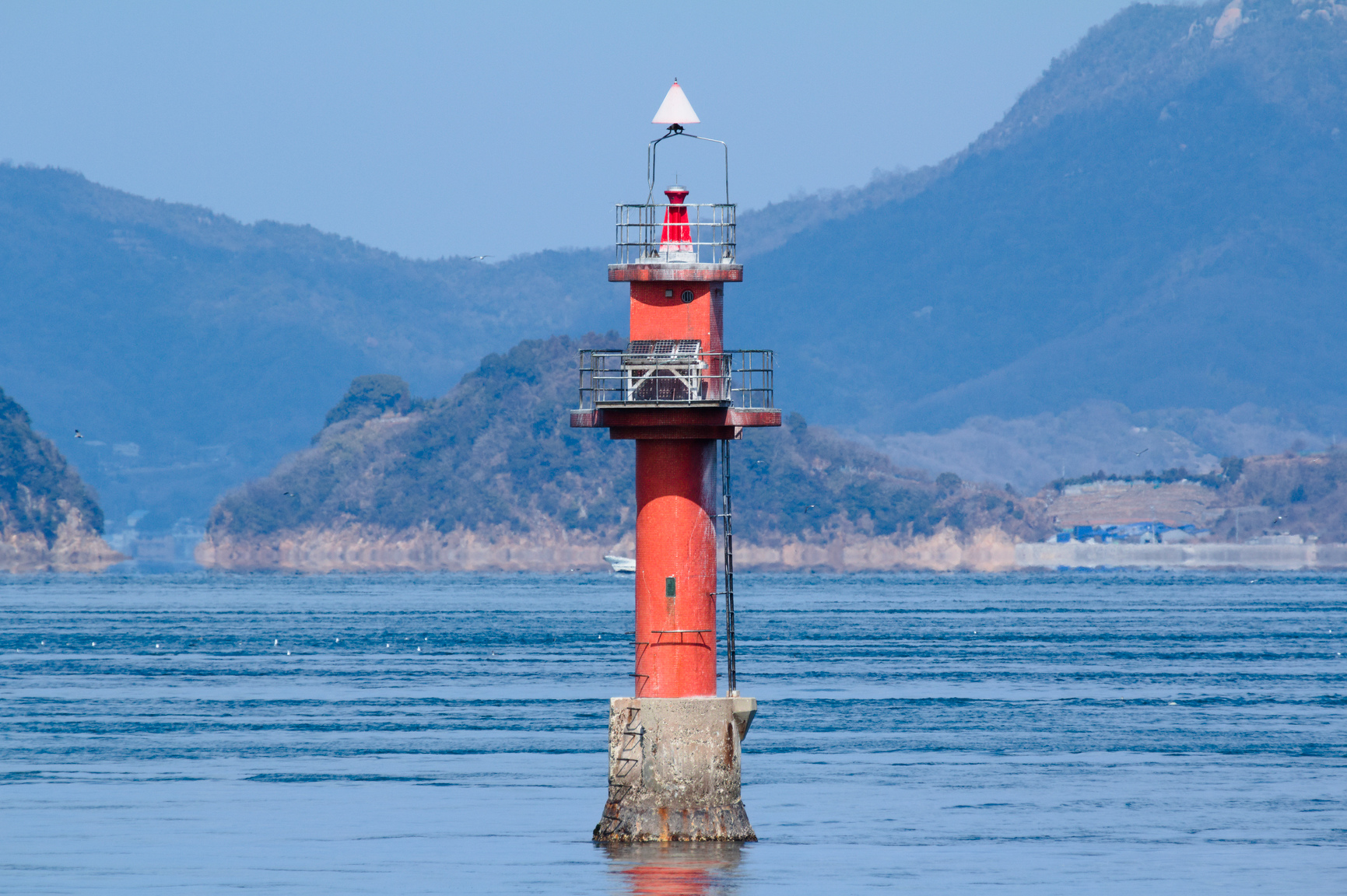
オコゼ岩灯標

### 豊後水道
- 渡ノ瀬灯標 愛媛県宇和島市
- 落鼻灯標 能登埼灯台の北方 約4.6キロメートル （おとしはな）
- 坊主碆灯標 堂埼灯台の西方 約3.9キロメートル
- ゼク岩灯標 愛媛県八幡浜市

## 灯浮標

### 瀬戸内海東部
- 備後灘航路第1号灯浮標 燧灘沖ノ瀬灯標の北北東方 約3.3キロメートル
- 備後灘航路第2号灯浮標 高井神島灯台（愛媛県越智郡上島町）の西南西方 約7.3キロメートル
- 備後灘航路第3号灯浮標 高井神島灯台の北西方 約2.1キロメートル
- 備後灘航路第4号灯浮標 高井神島灯台の東北東方 約7.6キロメートル
- 神殿島北方灯浮標 神殿島三角点（愛媛県越智郡大三島町）の北方 約700メートル
- 馬立ノ鼻沖灯浮標 百貫島灯台（愛媛県越智郡上島町）の西方 約4.4キロメートル
- 油ノ沖ノ石灯浮標 生名港沖防波堤北灯台の北東方 約400メートル
- ワンワン瀬灯浮標 岩城港浜防波堤灯台の南南西方 約1.4キロメートル
- 宮浦第1号灯浮標 今治市大三島支所の西方 約1.2キロメートル
- 宮浦第3号灯浮標 今治市大三島支所の西方 約1.9キロメートル
- 鍋磯東灯浮標 三島川之江港西防波堤灯台（愛媛県四国中央市）の北西方約3.3キロメートル
- 新居浜東航路第1号灯浮標 高井神島灯台の東方約14キロメートル
- 西条港第1号灯浮標 西条港導灯（前灯）の北北西 約1.5キロメートル
- 西条港第2号灯浮標 西条港導灯（前灯）の北北西 約1.5キロメートル
- 新居浜東航路第2号灯浮標 江ノ島三角点（愛媛県越智郡上島町）の南方約6.6キロメートル
- 新居浜東航路第3号灯浮標 新居浜港垣生埼灯台（愛媛県新居浜市)の北方約5.7キロメートル
- 新居浜港梶掛西灯浮標 愛媛県新居浜港多喜浜区内（新居浜港垣生埼灯台の東方約2.2キロメートル）
- 新居浜港多喜浜灯浮標 愛媛県新居浜港多喜浜区（新居浜港多喜浜東防波堤灯台の北方約560メートル）
- 東予港壬生川第1号灯浮標 壬生川港壬生川西防波堤灯台（愛媛県東予市）の東南東方約1.8キロメートル
- 東予港壬生川第2号灯浮標 壬生川港壬生川西防波堤灯台（愛媛県東予市）の東南東方約1.7キロメートル
- 東予港壬生川第3号灯浮標 愛媛県壬生川港（壬生川港壬生川西防波堤灯台の南東方約1.9キロメートル）
- 東予港壬生川第4号灯浮標 愛媛県壬生川港（壬生川港壬生川西防波堤灯台の南東方約1.9キロメートル）
- 壬生川港灯浮標 愛媛県壬生川港（壬生川港壬生川西防波堤灯台の南西方約880メートル）
- バンダイ磯南東灯浮標 美濃島三角点（愛媛県今治市）の東南東方約2.3キロメートル

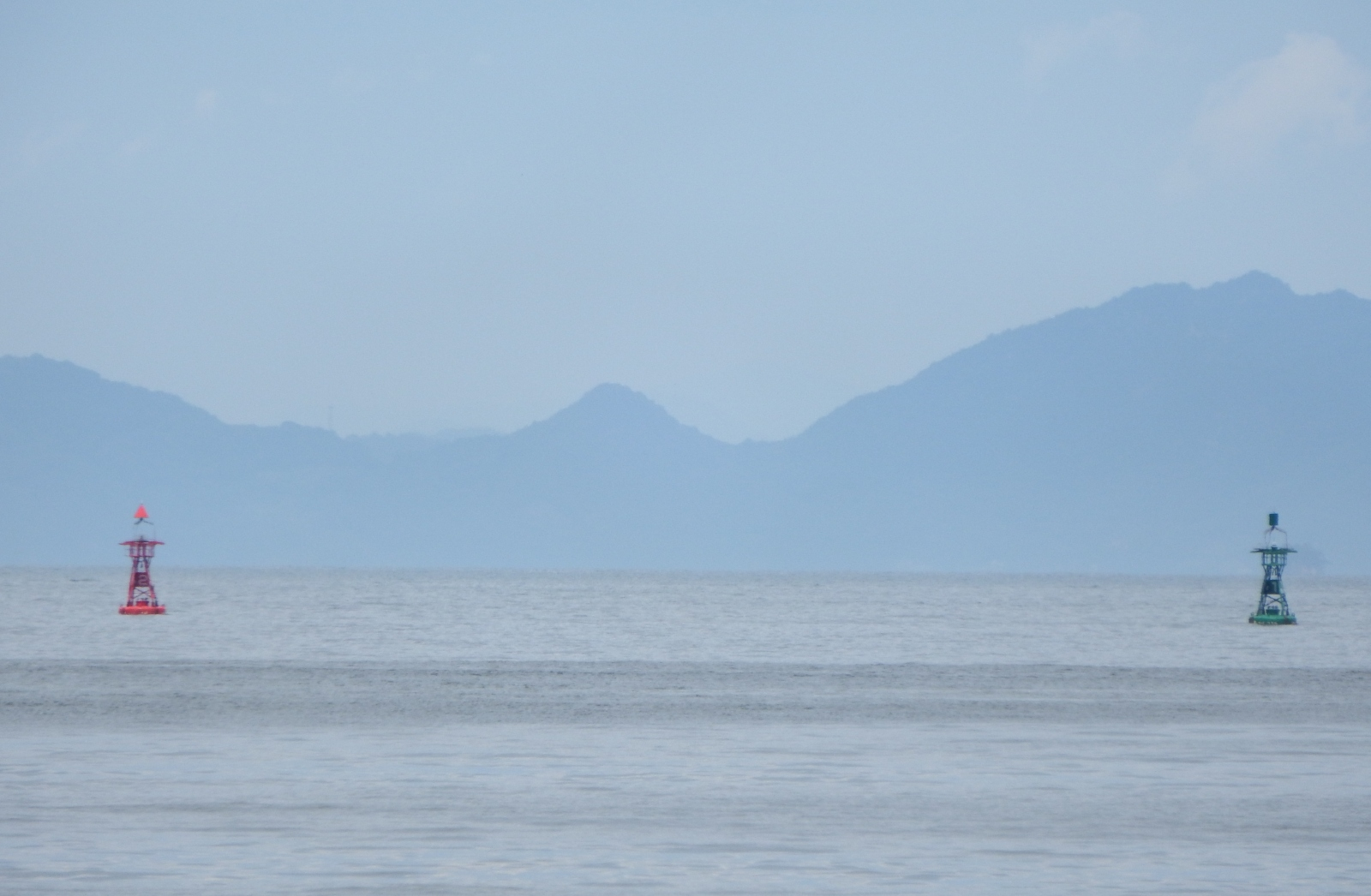
西条港第2号灯浮標（赤）第1号（緑）
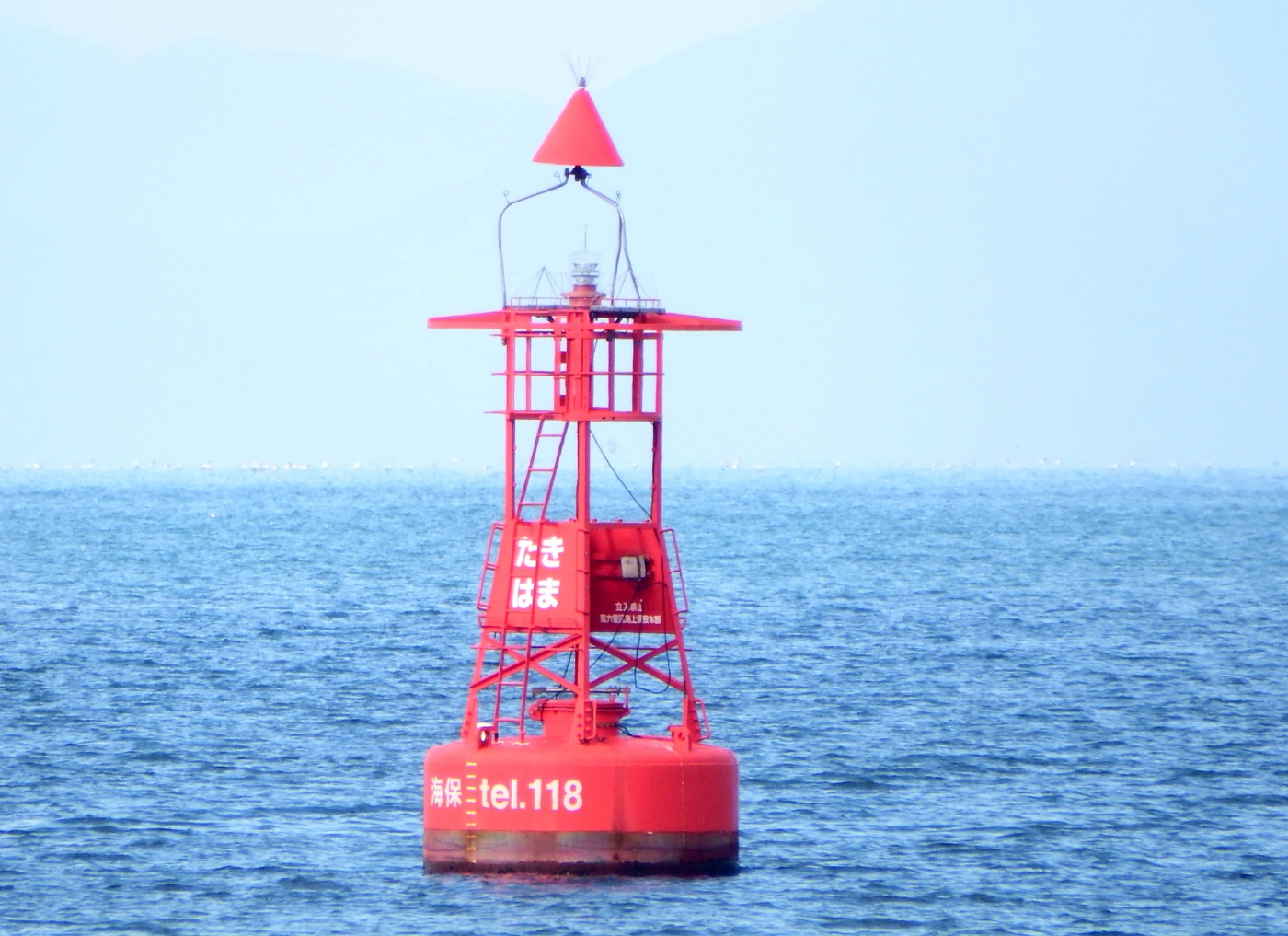
新居浜港多喜浜灯浮標
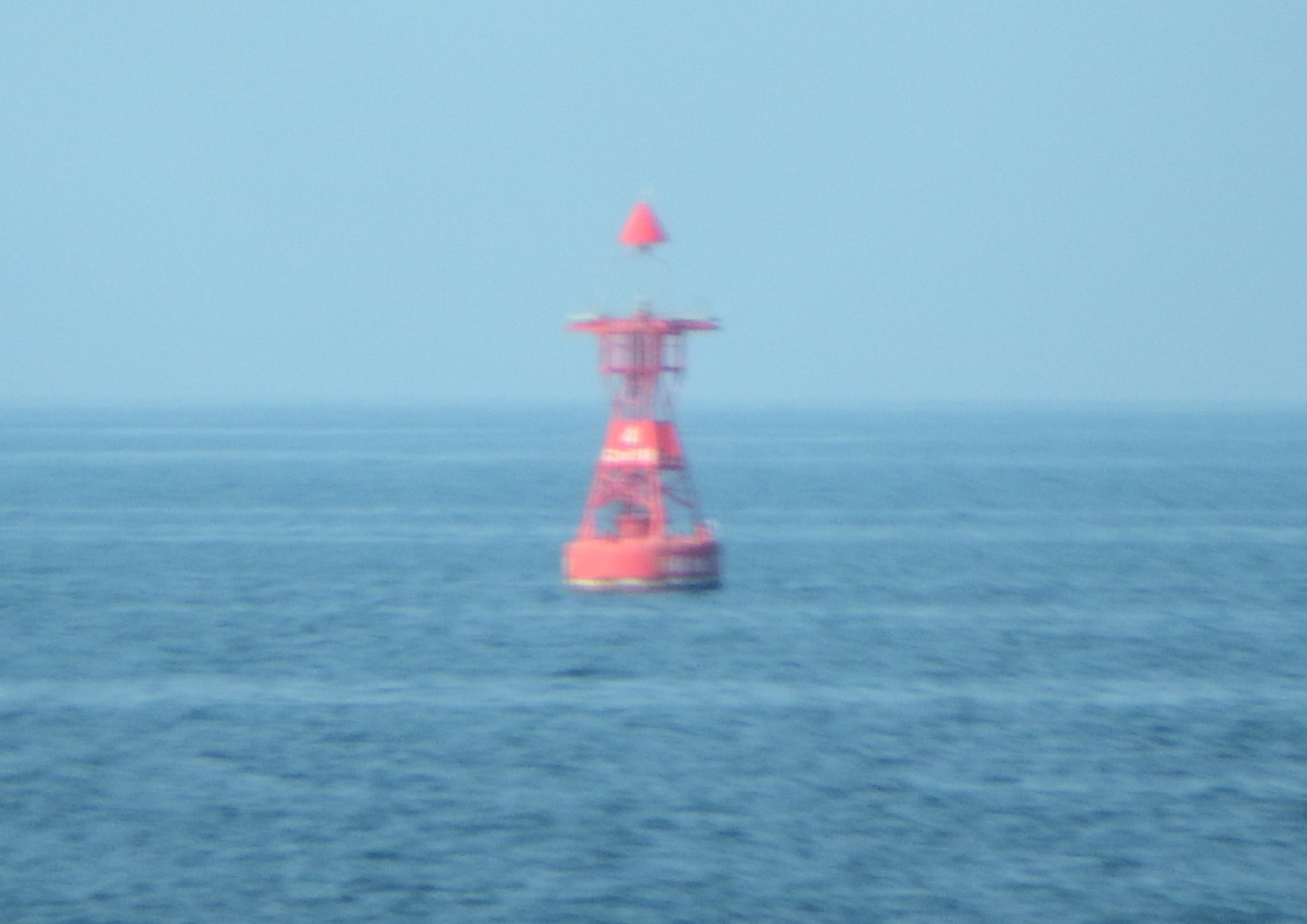
東予港壬生川第２号灯浮標
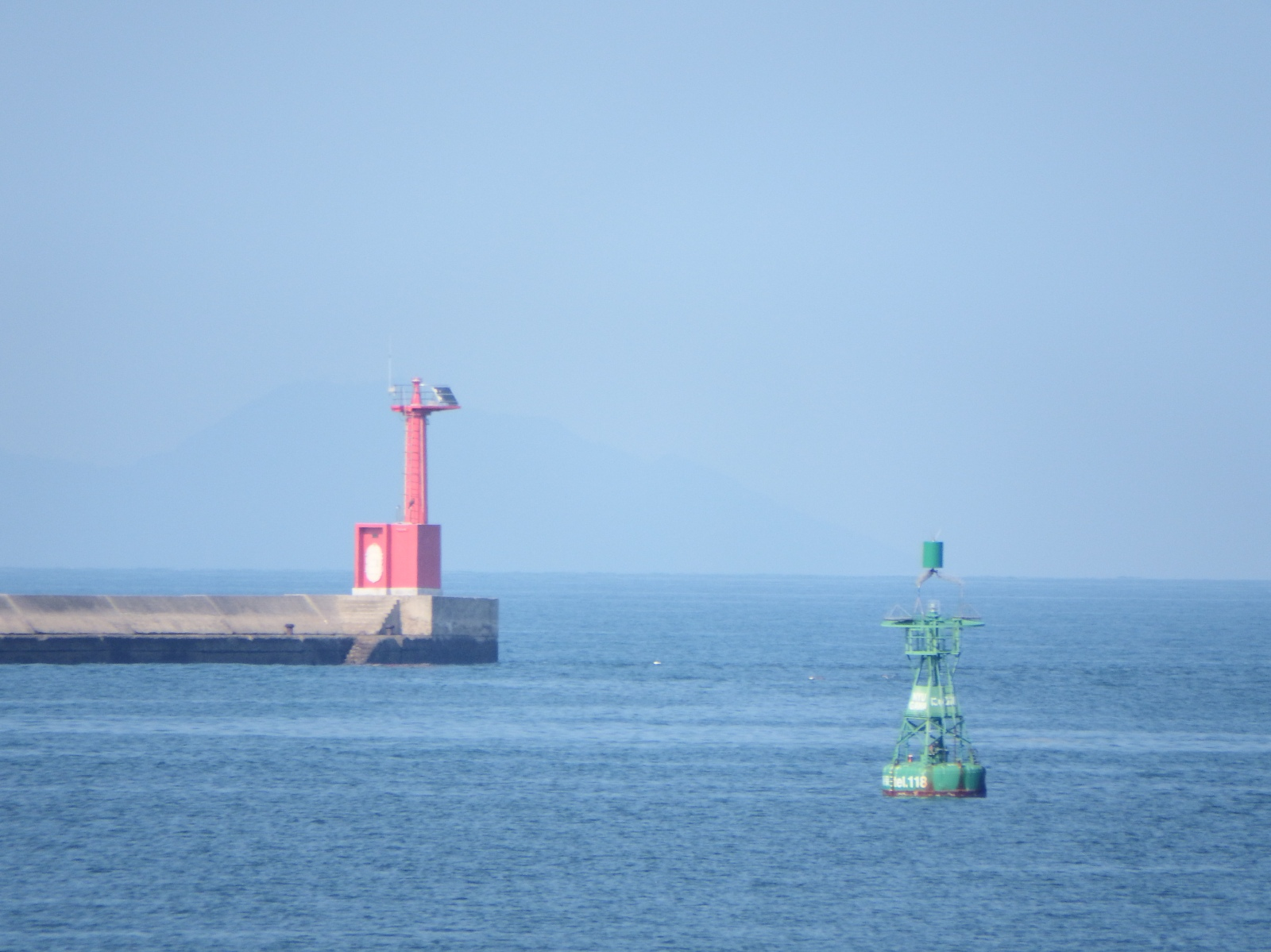
壬生川港壬生川西防波堤灯台と壬生川港灯浮標

### 瀬戸内海西部
- 来島海峡航路第2号灯浮標 桴磯灯標（愛媛県今治市）の西北西方約1.7キロメートル
- 来島海峡航路第5号灯浮標 小島東灯標（愛媛県今治市）の北北西方約3.1キロメートル
- 来島海峡航路第4号灯浮標 桴磯灯標の北北東方約1.2キロメートル
- 来島海峡航路第7号灯浮標 ヒナイ鼻導灯（前灯）（愛媛県今治市）の北西方約1.5キロメートル
- 来島海峡航路第9号灯浮標 竜神島灯台（愛媛県今治市）の南東方約1.1キロメートル
- 来島海峡航路第10号灯浮標 竜神島灯台の南南東方約2.4キロメートル
- 安芸灘南航路第1号灯浮標 野忽那島灯台の東南東方約1.8キロメートル
- 安芸灘南航路第2号灯浮標 波妻ノ鼻灯台の西方約2.7キロメートル
- 安芸灘南航路第3号灯浮標 菊間港防波堤灯台（愛媛県今治市）の北西方約3.7キロメートル
- アジ岩北東方灯浮標 菊間港防波堤灯台の北北東方約3.3キロメートル
- アジ岩西方灯浮標 菊間港防波堤灯台の北北東方約2.8キロメートル
- 釣島水道灯浮標 釣島灯台（愛媛県松山市）の北北西方約2.0キロメートル
- 伊予灘航路第8号灯浮標 由利島灯台の南東方約1.9キロメートル
- 伊予灘航路第9号灯浮標 釣島灯台の西南西方約4.3キロメートル
- 平郡水道第4号灯浮標 由利島灯台（愛媛県松山市）の北北西方約3.1キロメートル
- 松山港九十九島南西灯浮標 愛媛県松山港第1区（九十九島山頂の南南西方約120メートル）
- 横枕礁灯浮標 松山港外港2号防波堤北灯台（愛媛県松山市）の西南西方約1.2キロメートル
- 松山今出第1号灯浮標 松山港垣生外防波堤北灯台（愛媛県松山市）の北東方約380メートル
- 松山今出第3号灯浮標 松山港垣生外防波堤北灯台（愛媛県松山市）の東方約410メートル

### 豊後水道
- 水荷浦鼻沖灯浮標 坊主碆灯標（愛媛県宇和島市）の西方約1.0キロメートル
- 錐ヶ瀬灯浮標 引出鼻灯台（愛媛県宇和島市）の西方約1.4キロメートル
- 円瀬灯浮標 大良埼灯台（愛媛県宇和島市）の南西方約2.8キロメートル
- 渡ヶ碆灯浮標 佐島灯台（愛媛県八幡浜市）の南西方約3.7キロメートル
- 庄司太郎碆灯浮標 佐田岬灯台（愛媛県西宇和郡伊方町）の東方約11キロメートル

## 導灯
- （東予港）西条港導灯（前灯） 愛媛県西条港（壬生川港壬生川防波堤灯台の南東方約5.6キロメートル）
- （東予港）西条港導灯（後灯） 愛媛県西条港（前灯の南南東方約100メートル）

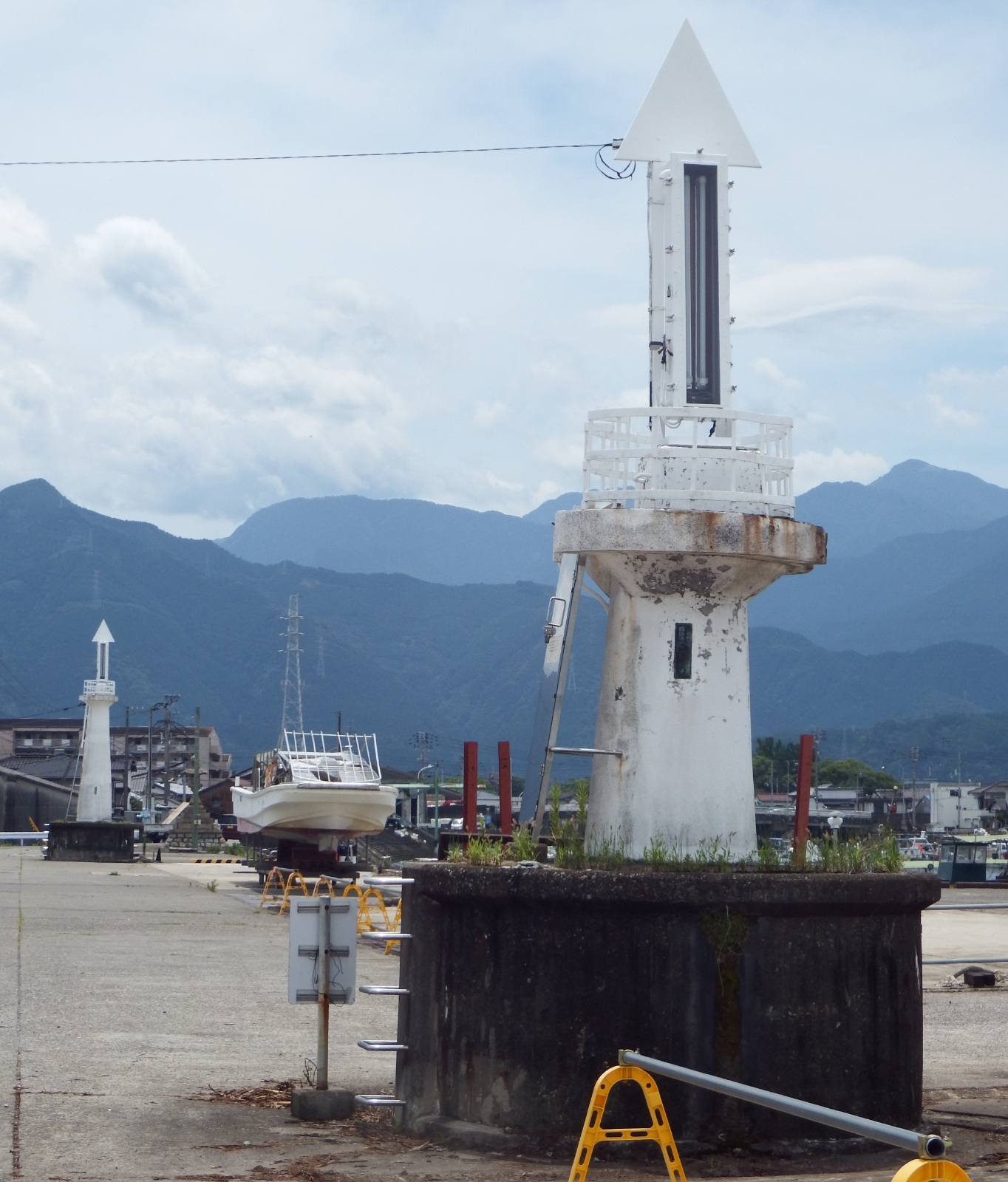
西条港導灯前灯（前）と後灯

- ヒナイ鼻導灯（前灯） 愛媛県今治市（ヒナイ鼻）
- ヒナイ鼻導灯（後灯） 愛媛県今治市（前灯の南東方約54メートル）

## 橋梁灯
- 弓削大橋橋梁灯（C1灯） 愛媛県越智郡上島町（弓削大橋北側面中央）
- 弓削大橋橋梁灯（L1灯） 弓削大橋橋梁灯（C1灯）の東南東方約52メートル
- 弓削大橋橋梁灯（L2標） 弓削大橋橋梁標（C2標）東南東方約52メートル
- 弓削大橋橋梁灯（P1灯） 弓削大橋橋梁灯（C1灯）の東南東方約82メートル
- 弓削大橋橋梁灯（P2灯） 弓削大橋橋梁灯（C1灯）の東南東方約82メートル
- 弓削大橋橋梁灯（P3灯） 弓削大橋橋梁灯（C1灯）の西北西方約89メートル
- 弓削大橋橋梁灯（P4灯） 弓削大橋橋梁灯（C1灯）の西北西方約89メートル
- 弓削大橋橋梁灯（R1灯） 弓削大橋橋梁灯（C1灯）の西北西方約76メートル
- 弓削大橋橋梁灯（R1標） 弓削大橋橋梁標（C1標）西北西方約76メートル
- 弓削大橋橋梁灯（R2標） 弓削大橋橋梁標（C2標）西北西方約76メートル
- 多々羅大橋橋梁灯（C1灯） 井ノ口港洲ノ鼻防波堤灯台（愛媛県今治市）の東南東方約2.0キロメートル
- 多々羅大橋橋梁灯（C2灯） 井ノ口港洲ノ鼻防波堤灯台（愛媛県今治市）の東南東方約2.0キロメートル
- 多々羅大橋橋梁灯（L1灯） 多々羅大橋橋梁灯（C1灯）の東北東方約350メートル
- 多々羅大橋橋梁灯（L2灯） 多々羅大橋橋梁灯（C2灯）の東北東方約350メートル
- 多々羅大橋橋梁灯（R1灯） 多々羅大橋橋梁灯（C1灯）の西南西方約350メートル
- 多々羅大橋橋梁灯（R2灯） 多々羅大橋橋梁灯（C2灯）の西南西方約350メートル
- 大三島橋橋梁灯（C1灯） 下小丸子島灯台（愛媛県今治市）の南南西方約230メートル
- 大三島橋橋梁灯（C2灯） 下小丸子島灯台（愛媛県今治市）の南南西方約200メートル
- 大三島橋橋梁灯（L1灯） 大三島橋橋梁灯（C1灯）の北西方約90メートル
- 大三島橋橋梁灯（L2灯） 大三島橋橋梁灯（C2灯）の北西方約90メートル
- 大三島橋橋梁灯（R1灯） 大三島橋橋梁灯（C1灯）の南東方約90メートル
- 大三島橋橋梁灯（R2灯） 大三島橋橋梁灯（C2灯）の南東方約90メートル
- 伯方大島大橋橋梁灯（B1灯） 伯方大島大橋橋梁灯（C1灯）の北東方約180メートル
- 伯方大島大橋橋梁灯（B2灯） 伯方大島大橋橋梁灯（C2灯）の北東方約180メートル
- 伯方大島大橋橋梁灯（C1灯） 愛媛県今治市（伯方大橋西側面中央）
- 伯方大島大橋橋梁灯（C2灯） 愛媛県今治市（伯方大橋東側面中央）
- 伯方大島大橋橋梁灯（D1灯） 伯方大島大橋橋梁灯（C1灯）の南西方約180メートル
- 伯方大島大橋橋梁灯（D2灯） 伯方大島大橋橋梁灯（C2灯）の南西方約180メートル
- 伯方大島大橋橋梁灯（L1灯） 伯方大島大橋橋梁灯（C1灯）の北東方約180メートル
- 伯方大島大橋橋梁灯（L2灯） 伯方大島大橋橋梁灯（C2灯）の北東方約180メートル
- 伯方大島大橋橋梁灯（R1灯） 伯方大島大橋橋梁灯（C1灯）の南西方約180メートル
- 伯方大島大橋橋梁灯（R2灯） 伯方大島大橋橋梁灯（C2灯）の南西方約180メートル
- 来島海峡第一大橋橋梁灯（C1灯） 小島東灯標（愛媛県今治市）の東方約2.6キロメートル
- 来島海峡第一大橋橋梁灯（C2灯） 小島東灯標（愛媛県今治市）の東方約2.6キロメートル
- 来島海峡第一大橋橋梁灯（L1灯） 来島海峡第一大橋橋梁灯（C1灯）の東北東方約170メートル
- 来島海峡第一大橋橋梁灯（L2灯） 来島海峡第一大橋橋梁灯（C2灯）の東北東方約170メートル
- 来島海峡第一大橋橋梁灯（R1灯） 来島海峡第一大橋橋梁灯（C1灯）の西南西方約170メートル
- 来島海峡第一大橋橋梁灯（R2灯） 来島海峡第一大橋橋梁灯（C2灯）の西南西方約170メートル
- 来島海峡第三大橋橋梁灯（C1灯） 小島東灯標（愛媛県今治市）の南方約1.5キロメートル
- 来島海峡第三大橋橋梁灯（C2灯） 小島東灯標（愛媛県今治市）の南方約1.5キロメートル
- 来島海峡第三大橋橋梁灯（L1灯） 来島海峡第三大橋橋梁灯（C1灯）の東北東方約360メートル
- 来島海峡第三大橋橋梁灯（L2灯） 来島海峡第三大橋橋梁灯（C2灯）の東北東方約360メートル
- 来島海峡第三大橋橋梁灯（R1灯） 来島海峡第三大橋橋梁灯（C1灯）の西南西方約370メートル
- 来島海峡第三大橋橋梁灯（R2灯） 来島海峡第三大橋橋梁灯（C2灯）の西南西方約360メートル
- 来島海峡第二大橋橋梁灯（C1灯） 小島東灯標（愛媛県今治市）の南東方約1.7キロメートル
- 来島海峡第二大橋橋梁灯（C2灯） 小島東灯標（愛媛県今治市）の南東方約1.7キロメートル
- 来島海峡第二大橋橋梁灯（L1灯） 来島海峡第二大橋橋梁灯（C1灯）の東北東方約240メートル
- 来島海峡第二大橋橋梁灯（L2灯） 来島海峡第二大橋橋梁灯（C2灯）の東北東方約240メートル
- 来島海峡第二大橋橋梁灯（R1灯） 来島海峡第二大橋橋梁灯（C1灯）の西南西方約250メートル
- 来島海峡第二大橋橋梁灯（R2灯） 来島海峡第二大橋橋梁灯（C2灯）の西南西方約240メートル

## 橋梁標
- 弓削大橋橋梁標（C1標） 愛媛県越智郡上島町（弓削大橋北側面中央）
- 弓削大橋橋梁標（C2標） 愛媛県越智郡上島町（弓削大橋南側面中央）
- 弓削大橋橋梁標（L1標） 弓削大橋橋梁標（C1標）の東南東方約52メートル
- 弓削大橋橋梁標（L2標） 弓削大橋橋梁標（C2標）の東南東方約52メートル
- 弓削大橋橋梁標（R1標） 弓削大橋橋梁標（C1標）の西北西方約76メートル
- 弓削大橋橋梁標（R2標） 弓削大橋橋梁標（C2標）の西北西方約76メートル

## シーバース灯
- 波方ターミナルシーバース灯 来島梶取鼻灯台（愛媛県今治市）の東北東方約1.4キロメートル
- 菊間太陽石油シーバース灯 愛媛県今治市（太陽石油シーバース中央）

## 無線方位信号所
- 来島海峡航路東口無線方位信号所 竜神島灯台（愛媛県今治市）の南東方約1.1キロメートル（来島海峡航路第9号灯浮標）
- 来島海峡航路西口無線方位信号所 桴磯灯標（愛媛県今治市）の西北西方約1.7キロメートル（来島海峡航路第2号灯浮標）

## ディファレンシャルGPS局
- 大浜ディファレンシャルGPS局 愛媛県今治市（大浜潮流信号所）
- 瀬戸ディファレンシャルGPS局 愛媛県西宇和郡伊方町（川之浜）
  - 国内のディファレンシャルGPS局は2019年3月1日までに廃止されている。

## その他
- 今治船舶通航信号所 愛媛県今治市（大浜）
- 大浜潮流信号所 愛媛県今治市（大浜）来島マーチスに併設
- 来島長瀬ノ鼻潮流信号所 愛媛県今治市（伊予大島 長瀬ノ鼻）
- 津島潮流信号所 愛媛県今治市（津島）[1]
- 来島大角鼻潮流信号所 愛媛県今治市（大角鼻）
- 大磯立標 愛媛県新居浜港新居浜区（船上岩灯標の東方約970メートル）

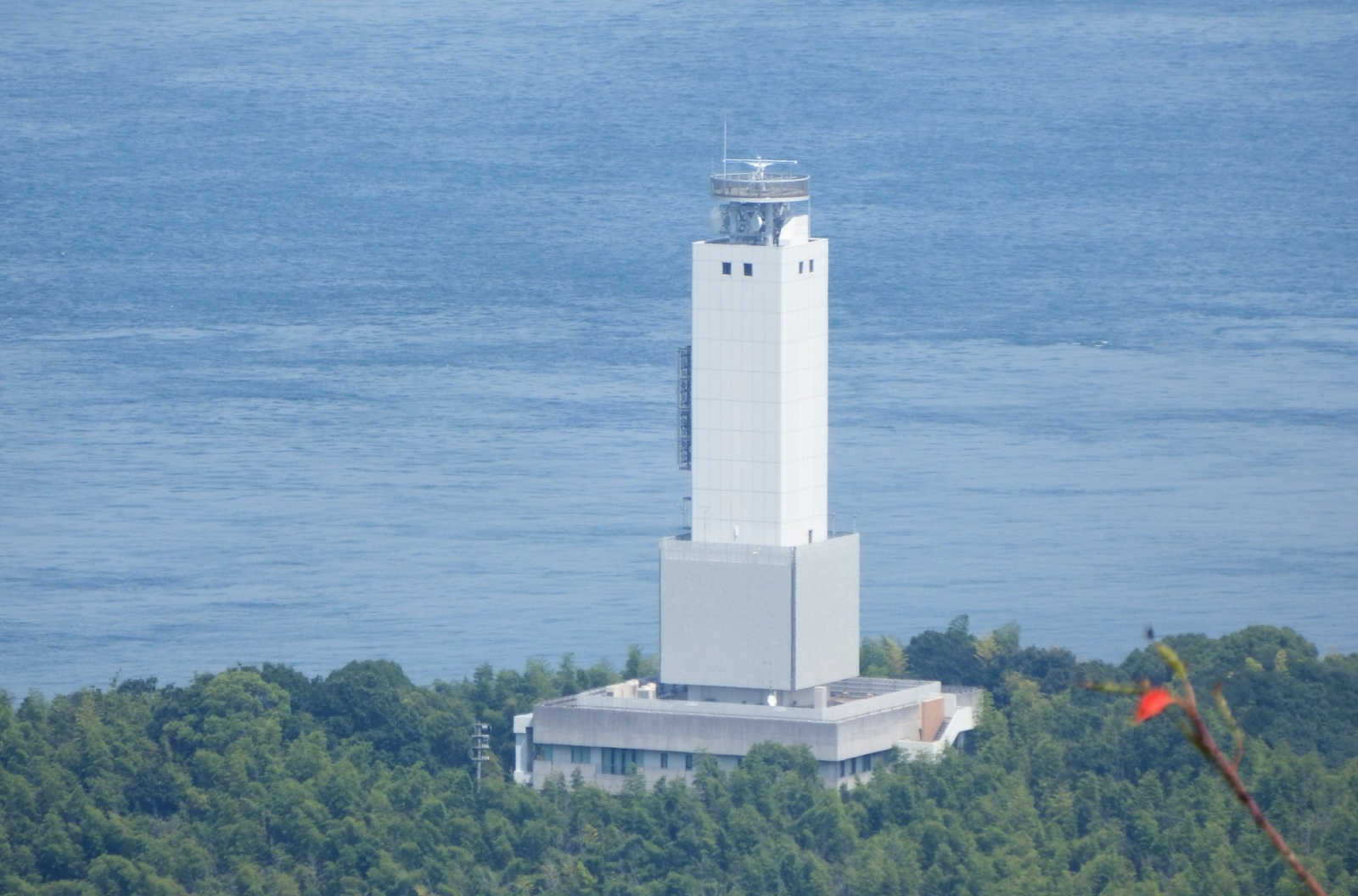
来島マーチス
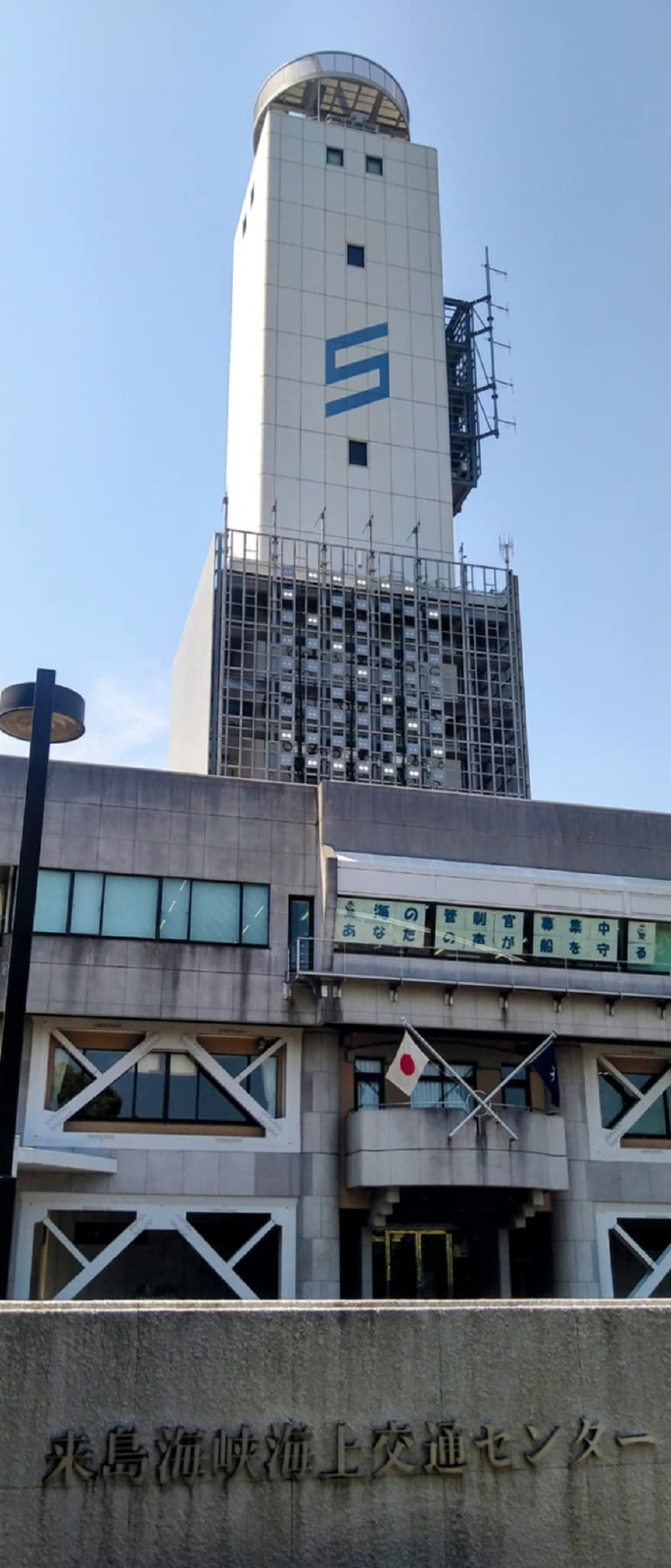
来島マーチス
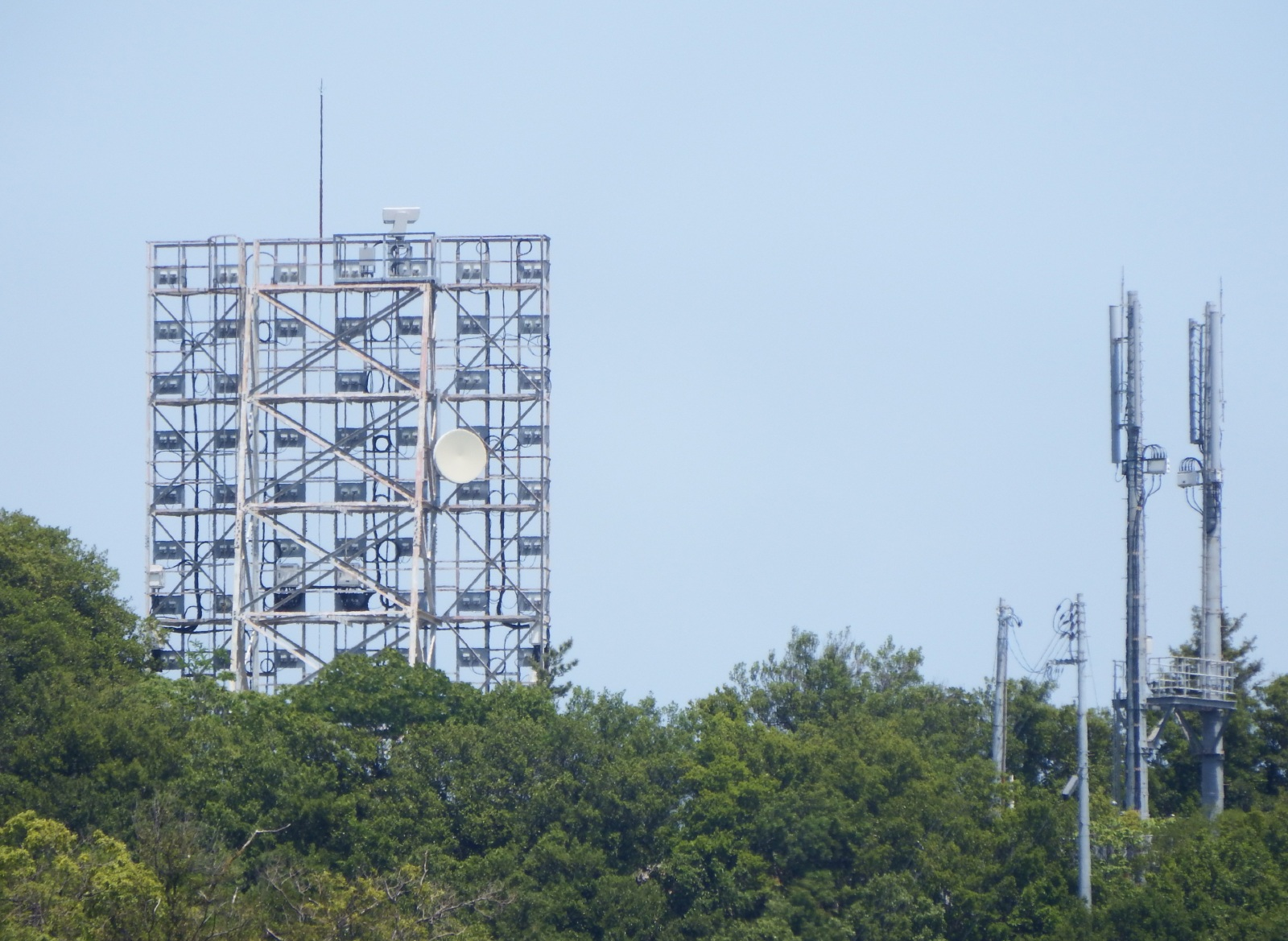
来島長瀬ノ鼻潮流信号所
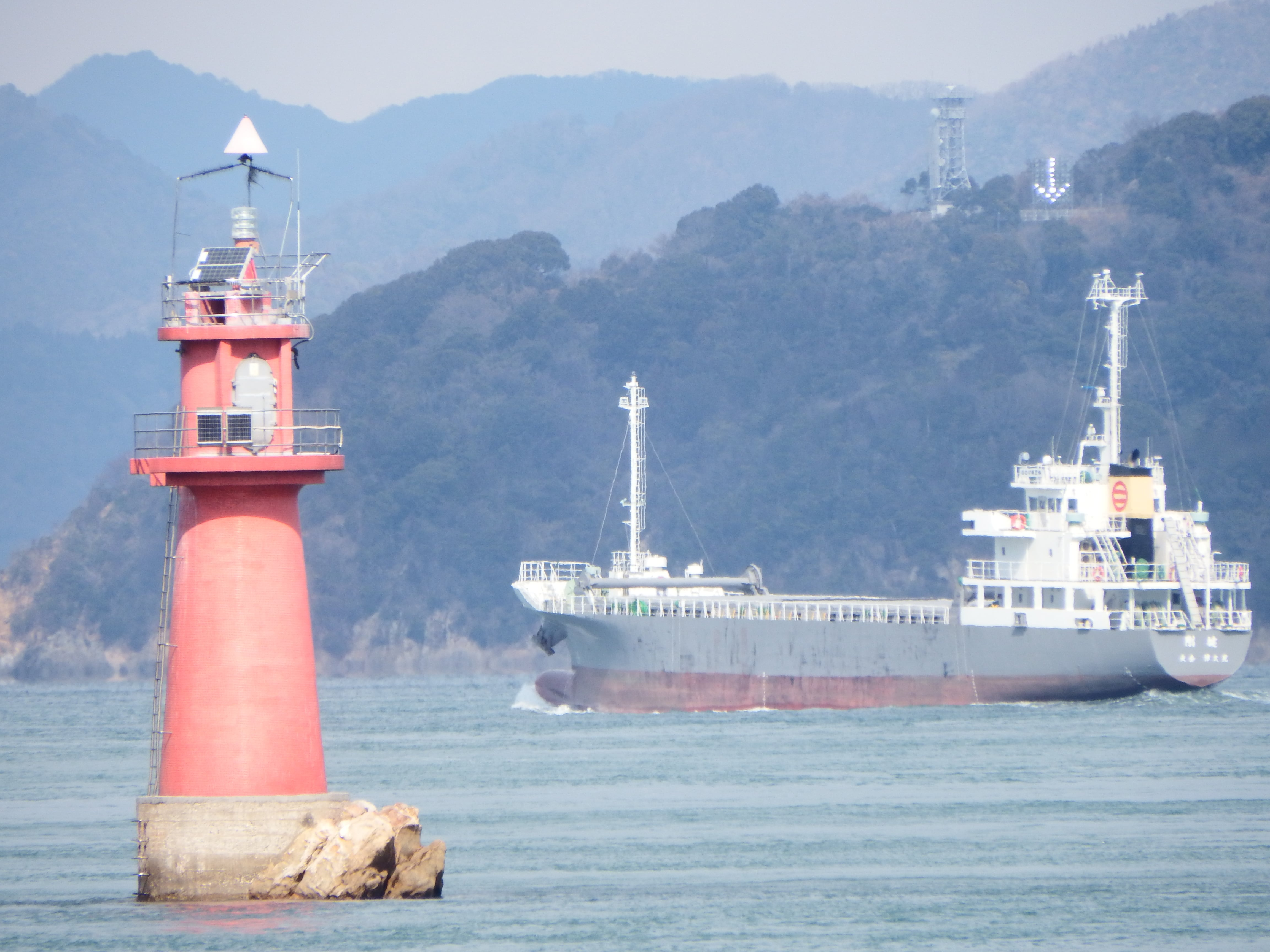
来島白石灯標と津島潮流信号所
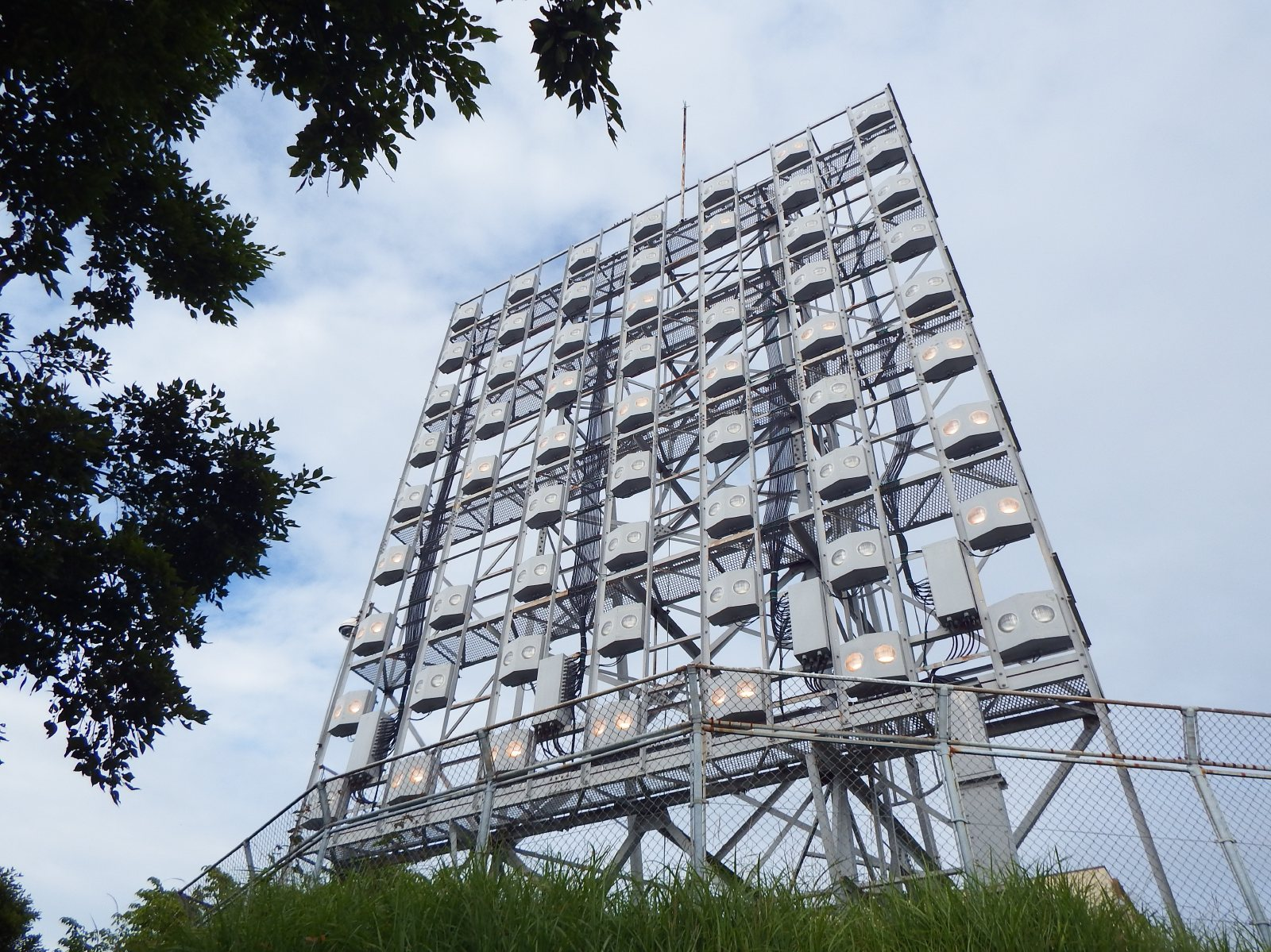
来島大角鼻潮流信号所
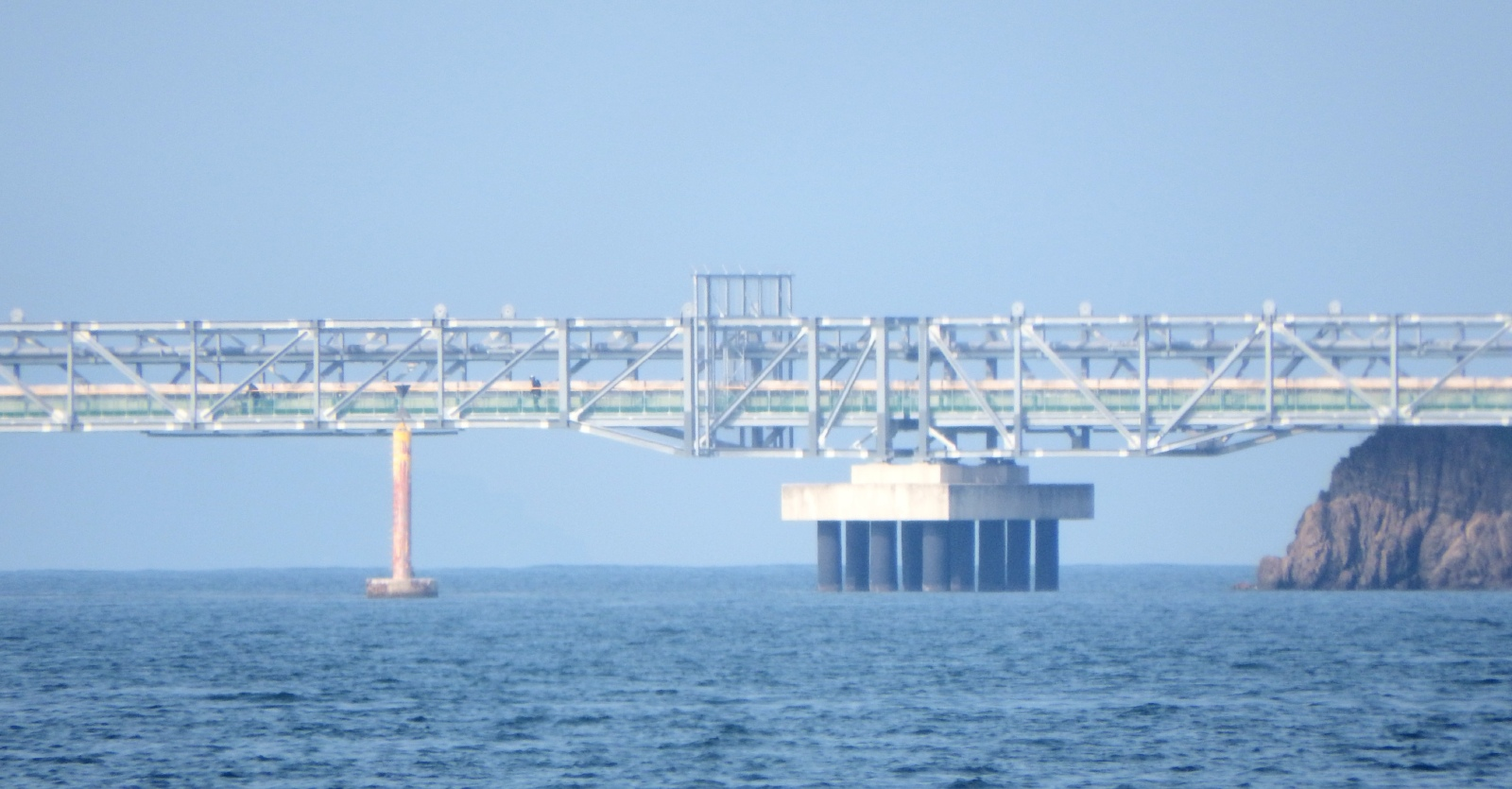
大磯立標